# Spoedeisende hulp

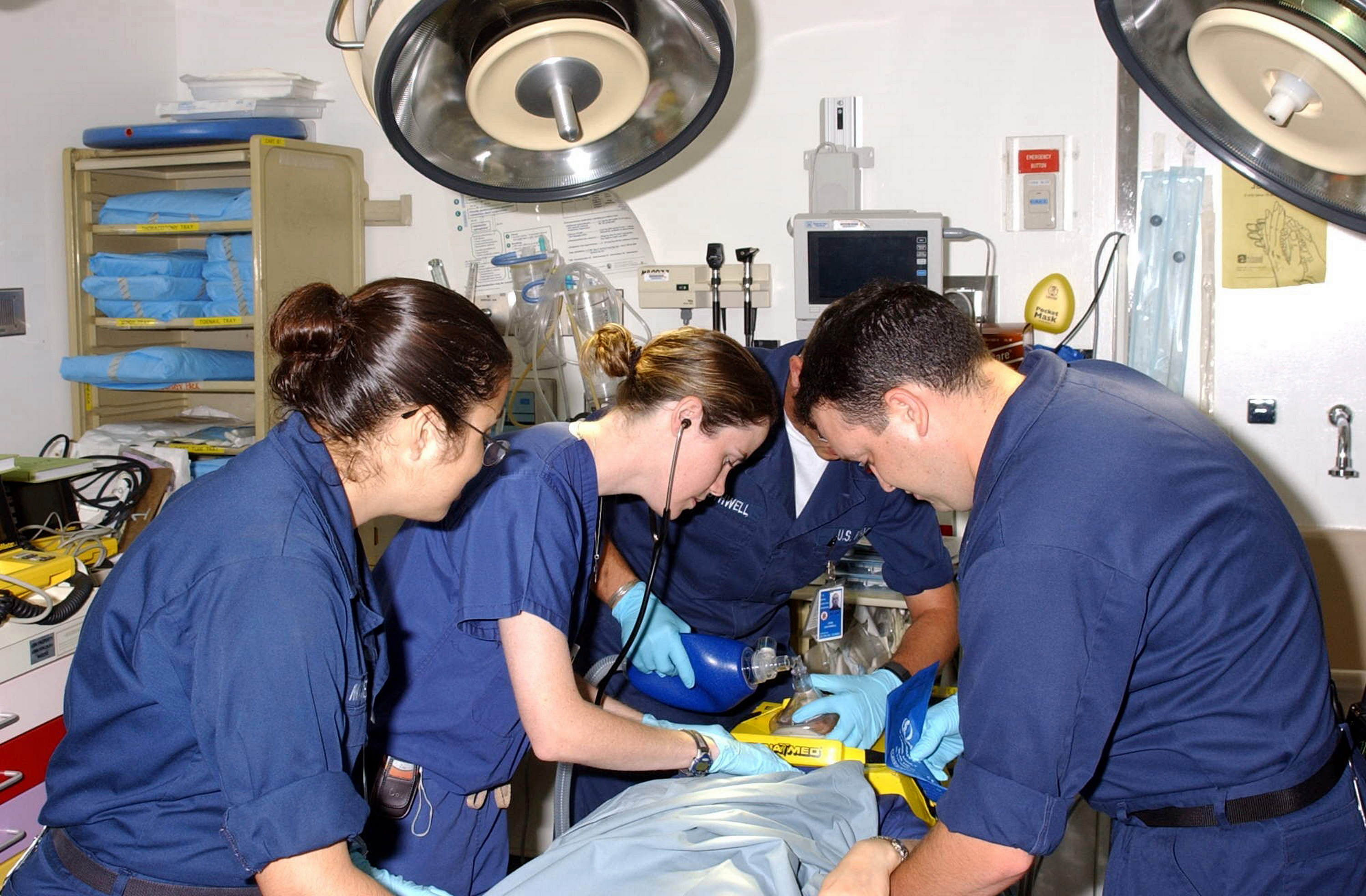
Een Amerikaans traumateam aan het werk op de spoedeisende hulp.

Spoedeisende hulp is een gespecialiseerde afdeling van een ziekenhuis die erop gericht is ongeplande en dringende medische en verpleegkundige zorg te verlenen aan patiënten met acute aandoeningen of verwondingen. Daartoe beschikken deze afdelingen over eigen ruimtes in het ziekenhuis, eigen personeel en eigen materieel. Spoedeisende hulpafdelingen nemen een belangrijke plaats in in de gezondheidszorg van elk ontwikkeld land. Ze maken deel uit van een breder geheel van acute zorg waarin ook andere actoren dringende en minder dringende medische hulp bieden, waaronder georganiseerde wachtdiensten voor apotheken en huisartsen (al dan niet via een huisartsenpost), verloskundigen, ambulancediensten, meldkamers en gespecialiseerde hulpdiensten zoals MUG-diensten in België en MMT's in Nederland. Wel zijn er verschillen tussen landen en regio's in onder andere de manier waarop patiënten naar de spoedeisende hulp komen, de soorten patiënten dat er behandeld worden, het niveau van zorg dat er geboden kan worden en de samenwerking en integratie met andere diensten en zorgaanbieders.

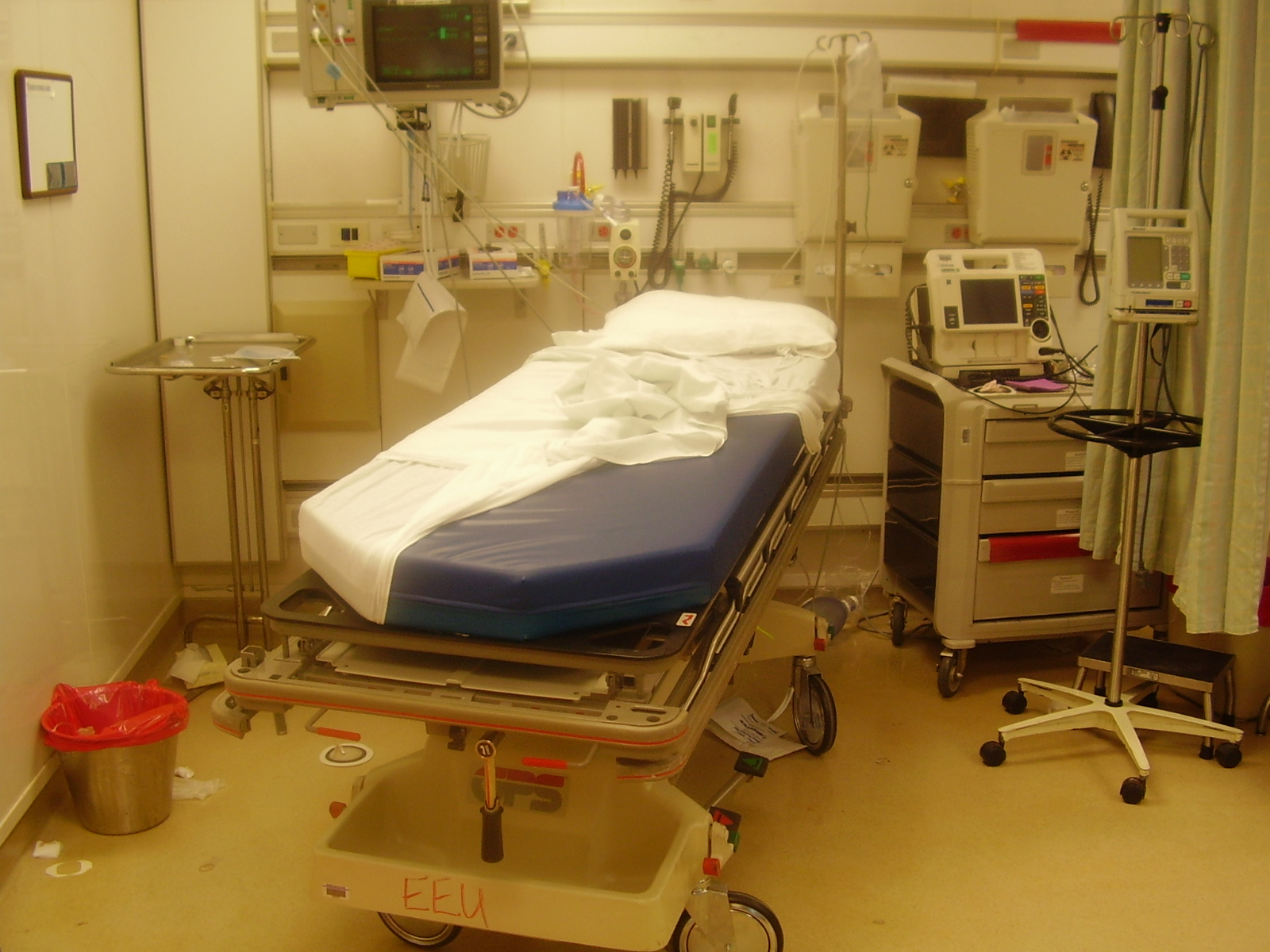
Een nog niet schoongemaakte behandelkamer voor spoedeisende hulp na de opvang van een patiënt.

De gebruikte terminologie voor spoedeisende hulpafdelingen hangt ook af van de regio. Zo spreekt men in Nederland van de spoedeisende hulp (vaak afgekort tot SEH), spoedpost of eerste hulp. In België gebruikt men de term spoed(gevallen)dienst, spoedafdeling, spoedopname of veelal gewoon kortweg de spoed. In de internationale wetenschappelijke literatuur, die vaak in het Engels is, gebruikt men meestal de term emergency department.

## Geschiedenis
Vroeger, voor er gespecialiseerde spoedeisende hulpafdelingen ingericht werden, werden patiënten met een dringend probleem opgevangen op een van de bestaande ziekenhuisafdelingen. Traumapatiënten (patiënten met ernstige verwondingen) werden meestal opgevangen in een vrije zaal op het operatiekwartier. Overdag was er permanentie door het personeel van het operatiekwartier, terwijl er 's nachts en tijdens het weekend vaak een verpleegkundige van wacht aanwezig was die indien nodig ander personeel kon oproepen. Patiënten met internistische problemen werden opgenomen op een van de gewone verpleegafdelingen naargelang hun aandoening. Patiënten met minder ernstige problemen werden gezien op een van de consultatieafdelingen. Sinds het ontstaan van intensievezorgafdelingen werden patiënten met ernstige internistische aandoeningen meestal rechtstreeks op die afdeling opgevangen.

## Werkwijze

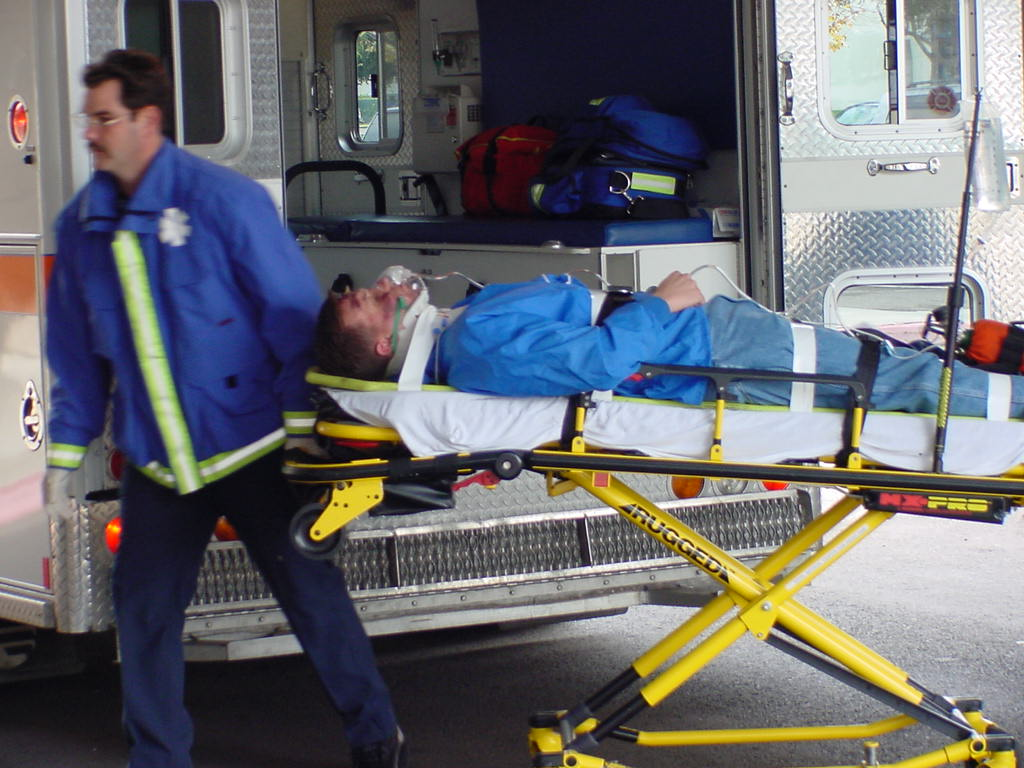
Veel patiënten worden per ambulance naar de spoedeisende hulpafdeling gebracht.

Na binnenkomst van een of meerdere patiënten (met een ambulance, doorverwezen door de huisarts of op eigen houtje - de zogenaamde "zelfverwijzers") wordt meestal een triage uitgevoerd waarbij de aard van de verwonding of aandoening vastgesteld wordt en daarmee ook de prioriteit. Uiteraard zullen mensen met een ernstige aandoening eerder behandeld worden dan mensen met een minder spoedeisende aandoening. Het werk op de spoedeisende hulp is divers en omvat diagnostiek en soms behandeling op het terrein van onder meer de volgende disciplines:
- Traumatologie
  - Kleine verwondingen zoals botbreuken of huidwonden
  - Grote trauma's (doorgaans opgevangen in gespecialiseerde traumacentra in Nederland)
- Algemene chirurgie
  - Diagnostiek van een acute buik (zoals een appendicitis)
- Cardiologie
  - Diagnostiek en soms behandeling van hartritmestoornissen
  - Diagnostiek van pijn-op-de-borstklachten, hartinfarcten of dreigende hartinfarcten
  - Analyse van wegrakingen
- Interne geneeskunde
  - Ontregelde diabetes
  - Ernstige infectieziekten
- Neurologie en neurochirurgie
  - Analyse van beroertes of wegrakingen
  - Mede-opvang van trauma's met hersenletsels
- Kindergeneeskunde
  - Ontregelde diabetes mellitus
  - Ernstige infectieziekten

Ook urologische en dermatologische klachten worden buiten kantooruren soms opgevangen op de spoedeisende hulp.

## Infrastructuur

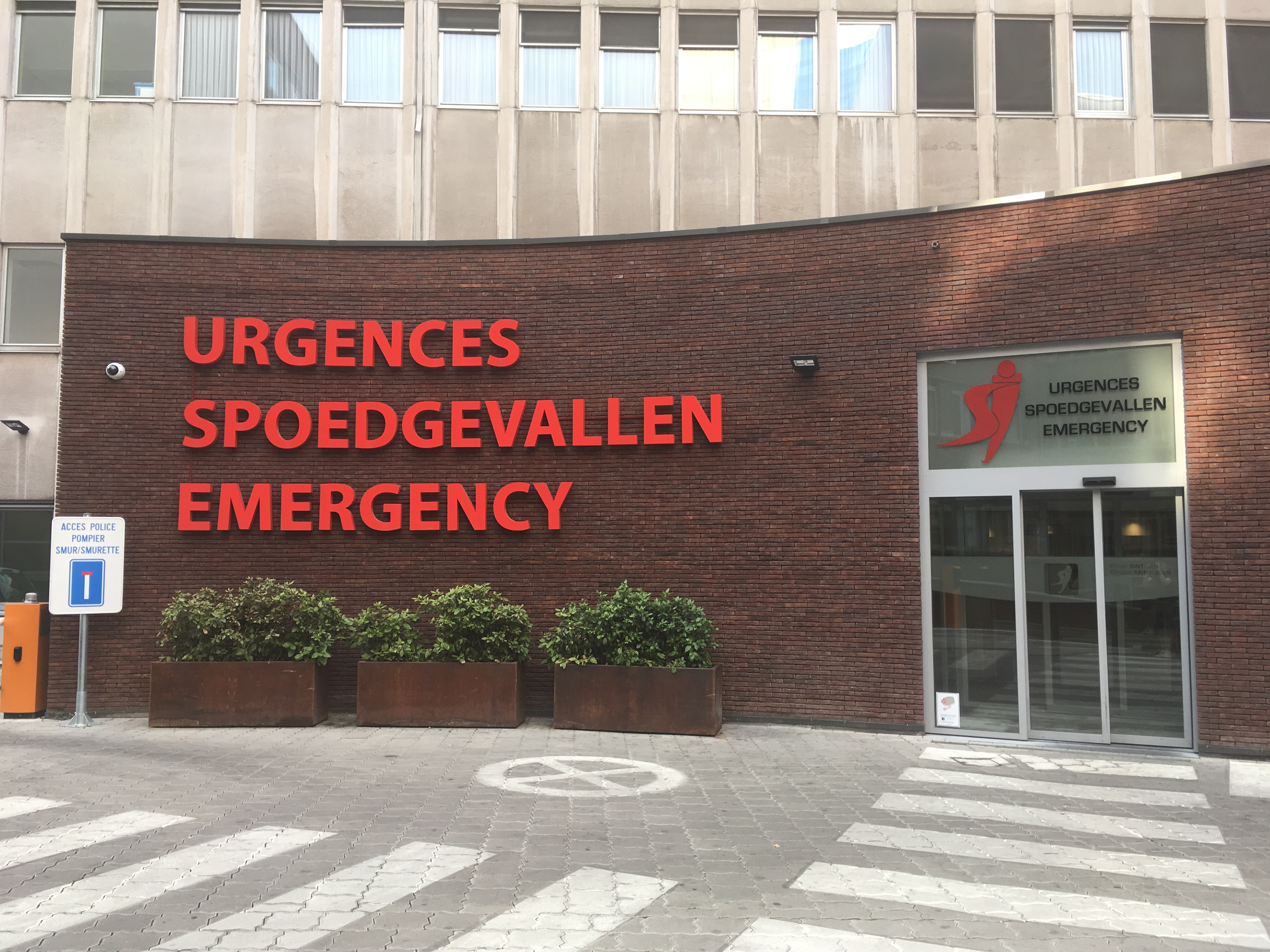
De in drie talen aangegeven spoedingang van de Kliniek Sint-Jan.

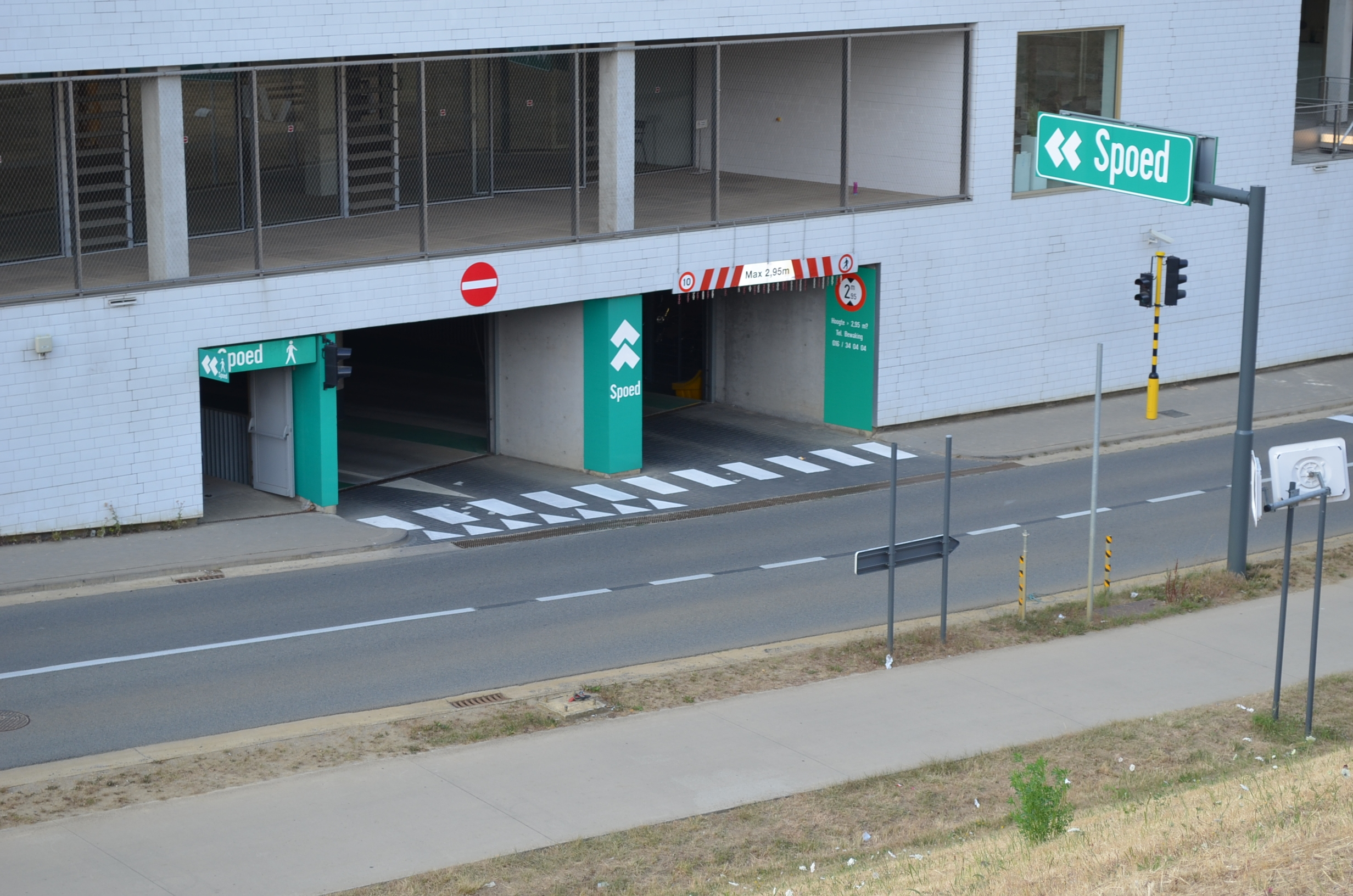
De spoedingang van het UZ Leuven, met links de toegang voor voetgangers en rechts de inrit voor personenwagens en ambulances.

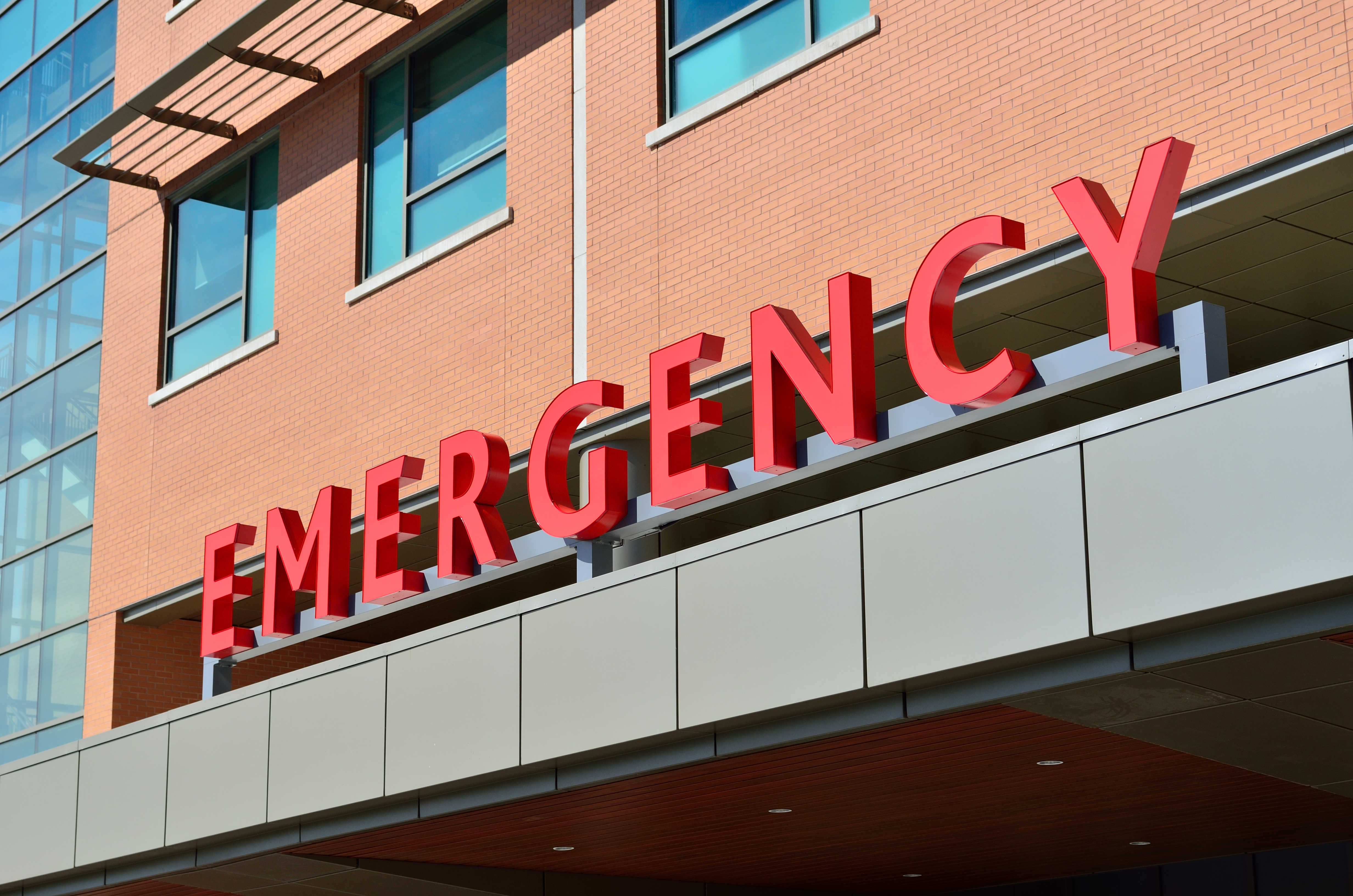
In Engelstalige landen wordt de ingang van de spoedeisende hulp meestal aangeduid met (een variant op) het woord 'EMERGENCY'.

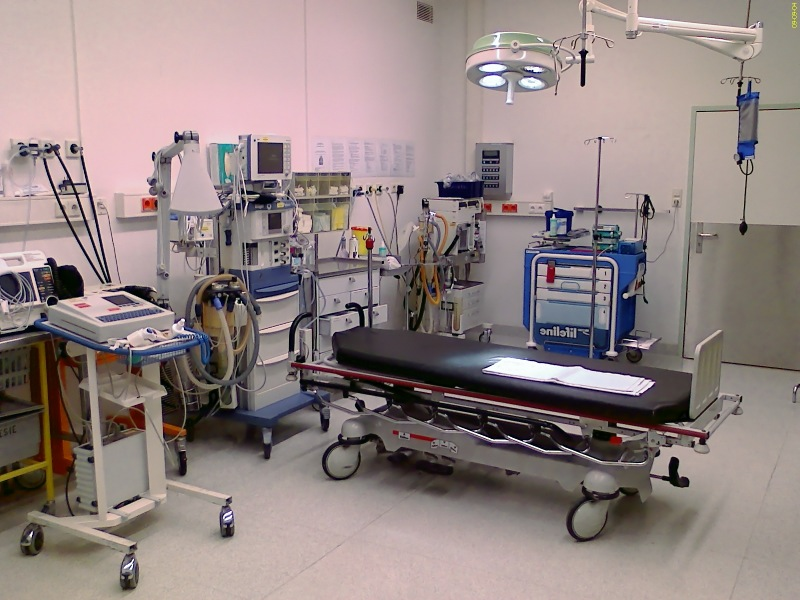
Een shockroom in de Universitätsklinikum van Mannheim.

Spoedeisende hulpafdelingen kunnen sterk in grootte verschillen, afhankelijk van onder andere hoeveel patiënten ze gewoonlijk behandelen en het profiel van het ziekenhuis. Wel beschikken vrijwel alle spoedeisende hulpafdelingen over een aantal basisruimtes en -voorzieningen die noodzakelijk zijn voor hun kerntaken. Basisvereisten qua infrastructuur kunnen ook in wet- of regelgeving vastgelegd zijn. In België bijvoorbeeld zijn de minimale vereisten voor een functie "gespecialiseerde spoedgevallenzorg" vastgelegd in het desbetreffende koninklijk besluit. Voor Vlaamse ziekenhuizen heeft het Vlaams Agentschap Zorg en Gezondheid aanvullende normen voor de functies "gespecialiseerde spoedgevallenzorg" opgenomen in zijn eisenkader. Hieronder staan een aantal basisruimtes en -voorzieningen die men in elke spoedeisende hulpafdeling kan terugvinden.

### Ingang
Spoedeisende hulpafdelingen beschikken normaalgezien over een eigen ingang van buitenaf. Deze ingang is vaak aangegeven met grote letters of borden (al dan niet lichtgevend), zodat patiënten deze snel kunnen vinden in geval van nood. Internationaal gezien wordt voor de bewegwijzering en aanduiding van de spoedeisende hulp vaak de kleur rood gebruikt, als zijnde een opvallende signaalkleur. Soms worden een aantal parkeerplaatsen voorzien nabij de ingang waar begeleiders die een patiënt komen brengen tijdelijk kunnen parkeren. Naast de ingang voor voetgangers hebben spoedeisende hulpafdelingen meestal ook een aparte toegangszone voor ambulances. Dit is ofwel een overdekte buitenzone ofwel een middel van poorten afsluitbare garage waar ambulances tijdelijk kunnen parkeren om hun patiënten uit te laden en op de spoedeisende hulp binnen te brengen. In België is het hebben van een aparte voetgangerstoegang en een afsluitbare ambulancegarage een wettelijke vereiste voor een functie "gespecialiseerde spoedgevallenzorg".

### Wachtzaal
Vaak moeten patiënten met minder dringende aandoeningen even wachten voor ze geholpen kunnen worden. Daarvoor beschikken spoedeisende hulpafdelingen over een wachtzaal waar deze patiënten en hun begeleiders kunnen neerzitten. Eenmaal als het hun beurt is worden ze dan uit de wachtzaal gehaald en naar de behandelruimte gebracht. Soms kunnen patiënten op een ander moment in hun behandelingstraject gevraagd worden om even in de wachtzaal te gaan zitten, zoals wanneer ze even moeten wachten op een röntgenfoto bij een botbreuk. Zo kunnen de behandelruimtes al worden vrijgemaakt voor een volgende patiënt. Grotere spoedeisende hulpafdelingen kunnen over meerdere wachtzalen beschikken voor de verschillende patiëntengroepen, bijvoorbeeld een aparte wachtzaal voor kinderen of een wachtzaal voor patiënten met slechts mineure aandoeningen. Wanneer een spoedeisende hulpafdeling meerdere wachtzalen heeft, sluiten deze vaak aan bij de verschillende 'zorgzones' op de spoedeisende hulp (zie verder). In België is de aanwezigheid van een wachtzaal een wettelijke vereiste voor een functie "gespecialiseerde spoedgevallenzorg".

### Triageruimte
Op de meeste spoedeisende hulpafdelingen vindt er bij elke patiënt een triage plaats kort na binnenkomst om snel de dringendheid van zijn aandoening te beoordelen. Hiervoor is veelal een aparte ruimte voorzien vlak bij het onthaal (de receptie) en de wachtzaal. Een triageruimte is meestal voorzien van apparatuur waarmee snel enkele vitale parameters gecontroleerd kunnen worden (zoals de zuurstofsaturatie, de bloeddruk en de lichaamstemperatuur) ten behoeve van het triageproces. Een afgescheiden triageruimte draagt ook bij tot de privacy van de patiënt, doordat deze zijn klachten niet hoeft uit te leggen aan het onthaal waar anderen ze kunnen horen. Bij een massale toestroom aan patiënten kunnen ook andere ruimtes van de spoedeisende hulp zoals de ambulancezone of een daartoe opgezette tent ingezet worden voor de grootschalige triage van patiënten. In België is het hebben van een ruimte die voor triage gebruikt kan worden bij massale toestroom van slachtoffers een wettelijke vereiste voor een functie "gespecialiseerde spoedgevallenzorg".

### Onderzoeks- en behandelruimtes
Spoedeisende hulpafdelingen beschikken over onderzoeks- en behandelruimtes waar patiënten kunnen worden onderzocht en de nodige zorgen kunnen worden toegediend. Dit kan in de vorm van een grote zaal zijn, met meerdere bedden of ziekenhuisbrancards die door gordijnen gescheiden worden. Tegenwoordig beschikken spoedeisende hulpafdelingen echter voornamelijk over individuele behandelkamers omdat dit de privacy van de patiënten beter beschermt (in België spreekt men ook van 'boxen'). De organisatie van de behandelkamers verschilt van ziekenhuis tot ziekenhuis. Bij grotere spoedeisende hulpafdelingen zijn deze vaak georganiseerd in 'zorgzones' voor de verschillende patiëntengroepen, bijvoorbeeld in een zone voor patiënten met mineure problemen die waarschijnlijk snel weer naar huis kunnen (ook wel fast-track genoemd) en een zone voor patiënten die uitgebreider onderzoek nodig hebben en dus waarschijnlijk wat langer op de spoedeisende hulp zullen moeten blijven. Een andere mogelijke opdeling in zones is een zone voor  wandelende patiënten die niet per se een bed nodig hebben en een zone voor liggende patiënten die er wat erger aan toe zijn. Ook kunnen er aparte behandelkamers of een aparte zone voor kinderen zijn, zodat deze niet in contact hoeven te komen met bijvoorbeeld zwaargewonden op de rest van de afdeling. Behandelkamers voor kinderen zijn vaak ook voorzien van knuffels of tekeningen om hen wat meer gerust te stellen.

### Shockrooms
Dit zijn behandelruimtes die uitgerust zijn voor de opvang van patiënten met ernstige of levensbedreigende aandoeningen of verwondingen. Afhankelijk van het ziekenhuis worden de shockrooms ook crashrooms, reanimatiekamers (eventueel afgekort tot rea), traumakamers of acute kamers genoemd. Een shockrooms heeft een scala aan geavanceerde apparatuur om patiënten te reanimeren en de vitale levensfuncties te bewaken en te ondersteunen, zoals beademingsapparatuur, een defibrillator, allerlei monitors en een elektrocardiogramtoestel. Ze kunnen ook uitgerust zijn met bijkomstige apparatuur, bijvoorbeeld een via een rail verschuifbaar röntgentoestel aan het plafond. Spoedeisende hulpafdelingen kunnen over meerdere shockrooms beschikken die elk voor één patiënt bedoeld zijn, of over een grote shockroom bedoeld voor meerdere patiënten. In België moet een functie "gespecialiseerde spoedgevallenzorg" beschikken over minstens twee bedden voor de opvang van kritieke patiënten (en dus één of meerdere shockrooms). Bij grotere spoedeisende hulpafdelingen en met name bij traumacentra kan er soms een onderscheid gemaakt worden tussen de traumakamers, die dienen voor de opvang van zwaargewonde patiënten, en de shockrooms, die dienen voor patiënten met ernstige niet-traumatische (internistische) problemen.

### Observatieruimte
Op een spoedeisende hulpafdeling kan er ook een van de rest afgescheiden deel zijn dat bedoeld is voor patiënten die tijdelijk geobserveerd moeten worden. Deze observatie dient om te beslissen of ze naar huis kunnen of in het ziekenhuis moeten worden opgenomen. Een dergelijke observatieruimte of observatiezone wordt ook wel een observatorium genoemd. Sommige ziekenhuizen beschikken over een Acute Opname Afdeling (AOA) of afdeling voor ongeplande zorg eigen voor dit type patiënten. Door deze groep patiënten af te scheiden van de rest van de spoedeisende hulp komen de behandelkamers sneller vrij voor anderen en worden de geplande opnameactiviteiten in de rest van het ziekenhuis niet verstoord. In België moet een functie "gespecialiseerde spoedgevallenzorg" beschikken over minstens vier bedden voor de tijdelijke observatie (hoogstens 24 uren) van patiënten met het oog op hun diagnostische en therapeutische oriëntatie.

### Specifieke lokalen
- Op een spoedeisende hulpafdeling kunnen er gespecialiseerde onderzoeks- en behandelruimtes voorkomen, bijvoorbeeld een oogheelkundig lokaal voor mensen met dringende oogproblemen of een gynaecologisch lokaal.
- Om gipsverbanden te kunnen aanleggen bij mensen met botbreuken beschikken spoedeisende hulpafdelingen vaak over een aparte gipskamer. Daar wordt dan het nodige materiaal opgeslagen om gips aan te maken en aan te leggen. In België moet een functie "gespecialiseerde spoedgevallenzorg" over een gipskamer beschikken.
- Voor verwarde of agressieve psychiatrische patiënten kan er een afzonderingskamer aanwezig zijn, waar deze patiënten van de anderen kunnen afgescheiden worden en desnoods ook tegen zelfbeschadiging kunnen worden beschermd door bijvoorbeeld fixatie toe te passen. In België moet een functie "gespecialiseerde spoedgevallenzorg" over een dergelijk isolatielokaal beschikken. Een spoedeisende hulpafdeling kan ook een ander soort isolatiekamer hebben, bedoeld voor patiënten die mogelijk drager zijn van gevaarlijke besmettelijke ziekten.
- Sommige spoedeisende hulpafdelingen beschikken ook over een badkamer, doucheruimte of spoelruimte waar patiënten al liggend gespoeld en gedoucht kunnen worden. Dit kan gebeuren om hygiënische redenen, maar ook bijvoorbeeld om een slachtoffer met brandwonden te koelen of om slachtoffers die besmet zijn met gevaarlijke stoffen te decontamineren. In België moet een functie "gespecialiseerde spoedgevallenzorg" over een badkamer beschikken.
- Grotere spoedeisende hulpafdelingen kunnen over eigen radiologievoorzieningen beschikken, zoals een eigen röntgenzaal of eigen CT-scanner. Zo hoeven patiënten bij wie dringend medische beeldvorming nodig is niet naar de radiologie-afdeling, en wordt de geplande werking van die afdeling ook niet verstoord door spoedpatiënten. In België moeten alle behandelruimtes zo zijn ontworpen dat er een mobiel röntgentoestel kan worden gebruikt.

## Spoedeisende hulp in Nederland

### Organisatie
Algemeen moet elke geopende SEH kunnen voldoen aan een basiskwaliteitsniveau; men spreekt dan van een 'basis-SEH'. Verder werden zes patiëntencategorieën vastgesteld die meer zorg vereisen dan de basis-SEH kan bieden. Ziekenhuizen die op hun SEH, in samenwerking met andere ziekenhuisafdelingen, gespecialiseerde zorg kunnen bieden aan één of meer van deze patiëntencategorieën hebben een zogenaamde profiel-SEH. Voor deze categorieën werden traumapatiënten buiten beschouwing gelaten gezien de opvang van deze patiënten al door de traumacentra wordt gecoördineerd. De zes categorieën zijn:
- Cardiologie: dit betreft dringende hartinterventies zoals bij een acuut coronair syndroom.
- Neurologie: dit betreft dringende neurologische aandoeningen zoals CVA's.
- Heelkunde: dit betreft acute abdominale aneurysma's.
- Kindergeneeskunde: dit betreft ernstig zieke kinderen.
- Verloskunde: dit betreft pre- en dysmature zorg.
- Psychiatrie: dit betreft patiënten met acute gedragsstoornissen zoals psychoses of suïcidaliteit.

In Nederland bestaan er daarbuiten ook gespecialiseerde traumacentra die de coördinatie van de traumazorg op zich nemen. Zwaargewonde patiënten worden meestal in deze centra opgevangen.
Sommige ziekenhuizen beschikken over de noodzakelijke voorzieningen voor alle profielen en kunnen dus het complete pakket spoedeisende hulp bieden. Dit zijn meestal de universitaire medische centra en topklinische ziekenhuizen. Deze ziekenhuizen zouden dan ook taken rond coördinatie, onderzoek en onderwijs op zich moeten nemen. Goede afspraken moeten er tevens toe leiden dat ambulances patiënten uit de zes profielcategorieën direct naar de geschikte profiel-SEH's brengen.

#### Tekortkomingen
In 1994 bracht de toenmalige Geneeskundige Inspectie van de Volksgezondheid het rapport 'De keten rammelt. Onderzoek naar de afstemming binnen de spoedeisende hulpverlening.' uit, waarin het een aantal tekortkomingen in de acute zorg naar voren schoof. Onder andere problemen omtrent de coördinatie van de acute zorg en de kwaliteitsbewaking werden genoemd. In september 2004 bracht de Inspectie voor de Gezondheidszorg (de opvolger van de Geneeskundige Inspectie van de Volksgezondheid) opnieuw een rapport uit over de spoedeisende hulpverlening, getiteld 'Spoedeisende hulpverlening: Haastige spoed niet overal goed'. Daarin stelde de IGZ vast dat er weliswaar vooruitgang was gemaakt omtrent bijvoorbeeld de coördinatie door de Centrale Post Ambulancevervoer (CPA), maar dat er nog steeds ernstige tekortkomingen waren in de hele spoedzorgketen, zoals het gebrek aan een ketenbreed kwaliteitszorgsysteem en ontoereikende deskundigheid op de SEH's. Opnieuw werden een aantal aanbevelingen naar voren geschoven.

#### Werkgroep Kwaliteitsindeling Spoedeisende Hulp
Naar aanleiding van dit rapport van de IGZ werd in 2005 de werkgroep 'Kwaliteitsindeling SEH' samengesteld onder leiding van professor F.C. Breedveld met als doel te onderzoeken welk ziekenhuis welk niveau van acute zorg kon leveren. In 2007 ging de werkgroep van start. De werkgroep vertrok vanuit het opzicht dat voor elke regio een landkaart diende worden opgesteld voor spoedeisende hulp. Deze landkaarten zouden dienen te worden opgesteld door het Regionaal Overleg Acute Zorg (ROAZ) aan de hand van drie uitgangspunten:
- Elke SEH moet voldoen aan een basiskwaliteitsniveau; er moet met name voldoende deskundig personeel en materieel aanwezig zijn gedurende de openingstijden voor de herkenning, stabilisatie en resuscitatie van alle acute medische calamiteiten.
- Niet alle SEH's moeten permanent (24/7) geopend zijn en/of alle categorieën patiënten kunnen opvangen. Wel moet in elke regio binnen de 45-minutennorm alle gespecialiseerde acute zorg bereikt kunnen worden.
- Er moeten SEH's zijn die gespecialiseerde spoedeisende zorg bieden voor één of meer patiëntencategorieën (de SEH's in zogenaamde 'profielziekenhuizen'). Welk ziekenhuis zorg biedt voor welke patiëntencategorieën moet duidelijk gecommuniceerd worden.

Op basis van de uitgangspunten werden door de werkgroep kwaliteitsnormen opgesteld voor de basis-SEH en voor zes categorieën profiel-SEH. Van een indeling in niveaus zoals voor de traumacentra en de intensievezorgafdelingen werd in overleg met de Nederlandse Vereniging van Ziekenhuizen afgezien; in plaats daarvan ging men dus voor een indeling in 'profielen'. In 2008 kwam de werkgroep tot een tussenrapportage dewelke aan een praktijktoets onderworpen werd onder leiding van extern onderzoeksbureau Plexus met als doel de werkbaarheid en impact ervan na te gaan. Deze praktijktoets vond van april tot september 2009 plaats in 27 SEH's. Die praktijktest bracht onverwacht aan het licht dat geen enkele van de SEH's voldeed aan alle basiskwaliteitsvereisten die door de werkgroep waren opgesteld. In oktober 2009 kwam het eindrapport met de nieuwe normen uit onder de titel 'Spoedeisende hulp: Vanuit een stevige basis'. De ziekenhuizen met een SEH kregen een aantal maanden de tijd om zich met de nieuwe normen in regel te stellen.

### Normen

#### Materiaal
De Nederlandse normen stellen dat er voldoende materiaal beschikbaar moet zijn voor de herkenning, stabilisatie en resuscitatie van alle acute medische calamiteiten.

#### Infrastructuur
De meeste spoedeisende hulpafdelingen beschikken normaalgezien over een onthaal, wachtruimte, triagelokaal, onderzoeksruimtes, ruimtes voor de opvang van patiënten in kritieke toestand (meestal de shockroom, crashroom, acute kamer of traumakamer genoemd), meestal ook een aparte gipsruimte en soms eigen speciale voorzieningen zoals een eigen CT-scanner of radiologielokaal (meestal echter beschikt men op de spoedeisende hulp over mobiele röntgenapparatuur). Ook is er soms een observatiezaal of observatieafdeling aanwezig op de spoedeisende hulp.
Ziekenhuizen met profiel-SEH's moeten voldoen aan hogere specifieke vereisten omtrent beschikbare infrastructuur dan een basis-SEH, afhankelijk van het profiel (dit kan ook infrastructuur buiten de SEH zelf betreffen):
- Cardiologie: het ziekenhuis moet beschikken over een hartkatheterisatieruimte.
- Neurologie: een CT-scanner moet onmiddellijk beschikbaar zijn.
- Heelkunde: een CT-scanner moet onmiddellijk beschikbaar zijn. Tevens moet het ziekenhuis beschikken over een intensievezorgafdeling.
- Kindergeneeskunde: het ziekenhuis moet beschikken over een pediatrische intensievezorgafdeling.
- Verloskunde: het ziekenhuis moet beschikken over een perinatologisch centrum/neonatale intensievezorgafdeling.
- Psychiatrie: de SEH moet beschikken over een aangepaste opvangruimte voor verwarde patiënten.

#### Personeel
In Nederland bestaat het typische personeel uit arts-assistenten (al of niet in opleiding tot specialist of huisarts), soms artsen met een specialisatie tot SEH-arts en verpleegkundigen (eventueel opgeleid tot SEH-verpleegkundige).
De basis-SEH moet beschikken over voldoende deskundig personeel tijdens de openingstijden. Meer bepaald houdt dit in dat:
- Artsen en verpleegkundigen werkzaam op de SEH moeten een specifieke opleiding hebben gevolgd.
- Gedurende de openingstijden van de SEH binnen vijf minuten een arts aanwezig moet kunnen zijn bij de patiënt die kan reanimeren en een luchtweg kan verzekeren.
- Gedurende de openingstijden minstens één verpleegkundige aanwezig moet zijn die opgeleid is in de opvang van traumapatiënten en ernstig zieke kinderen.

Ziekenhuizen met profiel-SEH's moeten voldoen aan hogere specifieke personeelsvereisten, afhankelijk van het profiel:
- Cardiologie: een interventiecardioloog moet onmiddellijk beschikbaar zijn. Een thoraxchirurg moet beschikbaar zijn.
- Neurologie: een neuroloog moet onmiddellijk beschikbaar zijn. Tevens moeten de SEH-verpleegkundigen opgeleid zijn omtrent trombolyse.
- Heelkunde: een vaatchirurg moet onmiddellijk beschikbaar zijn.
- Kindergeneeskunde: een kinderarts moet onmiddellijk beschikbaar zijn. Tevens moeten arts-assistenten kindergeneeskunde een aanvullende opleiding in pediatrische intensieve zorg hebben gehad (bijvoorbeeld APLS).
- Verloskunde: een gynaecoloog en kinderarts moeten onmiddellijk beschikbaar zijn.
- Psychiatrie: een psychiater en psychiatrisch verpleegkundige moeten onmiddellijk beschikbaar zijn.

De werkgroep Kwaliteitsindeling SEH deed in zijn rapport een aantal suggesties voor opleidingen waarmee de gestelde opleidingsnormen voor het personeel behaald konden worden.

#### Werking
Elke geopende SEH kunnen voldoen aan een basiskwaliteitsniveau. Dit houdt in dat voldoende deskundig personeel en materieel gedurende de openingstijden beschikbaar is voor de herkenning, stabilisatie en resuscitatie van alle acute medische calamiteiten. Vaardigheid zijn vereist voor de herkenning en behandeling van een breed scala van acute ziekten en letsels in alle leeftijdscategorieën. Door middel van triage en indien nodig doorverwijzing moet de patiënt op de juiste plaats door de juiste hulpverlener geholpen worden.
Ziekenhuizen met profiel-SEH's moeten voldoen aan hogere specifieke vereisten qua algemene werking, afhankelijk van het profiel:
- Cardiologie: er moeten intravasculaire echografieën, fractionele flow reservemetingen (FFR-metingen), ablaties en resynchronisatietherapieën kunnen worden uitgevoerd. Verder moeten inwendige defibrillatoren en ballonpompen kunnen geplaatst worden.
- Heelkunde: er moeten endovasculaire behandelingen van abdominaal aneurysma's kunnen plaatsvinden.
- Psychiatrie: het ziekenhuis moet beschikken over psychiatrische opnamecapaciteit.

Spoedeisende hulpafdelingen hoeven niet permanent (24/7) geopend te zijn. Wel moet alle gespecialiseerde spoedeisende hulp op regionaal niveau bereikbaar zijn binnen een normtijd van 45 minuten.

#### Wetgeving
De huidige richtlijnen voor Nederlandse spoedeisende hulpafdelingen zijn in 2009 opgesteld door de werkgroep Kwaliteitsindeling SEH na signalen over tekortkomingen van de Inspectie voor de Gezondheidszorg (IGZ). Algemeen moet elke geopende SEH kunnen voldoen aan een basiskwaliteitsniveau; men spreekt dan van een 'basis-SEH'. Verder zijn ook zes categorieën 'profiel-SEH' vastgelegd, samen met de bijkomende normen waaraan deze profiel-SEH's moeten voldoen. Het rapport van de werkgroep herinnerde ook aan de vereisten rond kwaliteitszorg uit de Kwaliteitswet Zorginstellingen (anno 2016 vervangen door de Wet kwaliteit, klachten en geschillen zorg (Wkkgz)).

#### Toezicht
De Inspectie voor de Gezondheidszorg (IGZ) is een onderdeel van het Ministerie van Volksgezondheid, Welzijn en Sport (VWS) en houdt toezicht op de kwaliteit, veiligheid en toegankelijkheid van alle Nederlandse ziekenhuizen; waaronder die van de spoedeisende hulpafdelingen. Daarnaast houdt ook de Nederlandse Zorgautoriteit (NZa) toezicht op bijvoorbeeld de zorgtarieven.

## Spoedeisende hulp in België
De eerste officiële richtlijnen voor spoedgevallendiensten in België werden gegeven in bijlage I van het koninklijk besluit van 28 november 1986 omtrent de normen voor een dienst medische beeldvorming met een CT-scanner. Het doel van deze richtlijnen was definiëren wat precies een spoedgevallendienst was om dit te kunnen koppelen aan de erkenning van een CT-scanner. Voor een aantal ziekenhuizen die een CT-scanner wensten te installeren was dit een impuls om een aparte spoedgevallendienst op te richten die aan deze richtlijnen voldeed. In 1998 traden de huidige Belgische richtlijnen voor spoedgevallendiensten in werking.
In België poogde de overheid een tweeledig systeem van acute ziekenhuiszorg in te voeren door het creëren van twee soorten ziekenhuisfuncties: de functies "gespecialiseerde spoedgevallenzorg" en de functies "eerste opvang van spoedgevallen". Een ziekenhuisfunctie is een zorgonderdeel van een ziekenhuis dat diensten levert horizontaal over verschillende ziekenhuisdiensten heen, zoals een ziekenhuisapotheek of een dagziekenhuis, in plaats van enkel aan een bepaalde groep patiënten (zoals een materniteit). Enkel de functies "gespecialiseerde spoedgevallenzorg" kunnen in de werking van de Dringende Geneeskundige Hulpverlening (het 'systeem 112') ingeschakeld zijn; dat wil zeggen dat ambulances binnen het 112-systeem patiënten enkel naar ziekenhuizen met een dergelijke functie mogen brengen.
Ziekenhuizen die niet over een functie "gespecialiseerde spoedgevallenzorg" beschikken, moeten een functie "eerste opvang van spoedgevallen" hebben. Deze functies kunnen niet in de werking van de Dringende Geneeskundige Hulpverlening opgenomen zijn. In de praktijk beschikken bijna alle ziekenhuizen of ziekenhuisgroeperingen over een functie "gespecialiseerde spoedgevallenzorg"; anno juli 2018 zijn er in totaal 126 functies "gespecialiseerde spoedgevallenzorg" terwijl er slechts zeven functies "eerste opvang van spoedgevallen" zijn. Wanneer men in België van een spoedgevallendienst spreekt, bedoelt men daarom meestal een functie "gespecialiseerde spoedgevallenzorg".
In België bestaan er geen officiële gespecialiseerde traumacentra.

### Normen

#### Materiaal

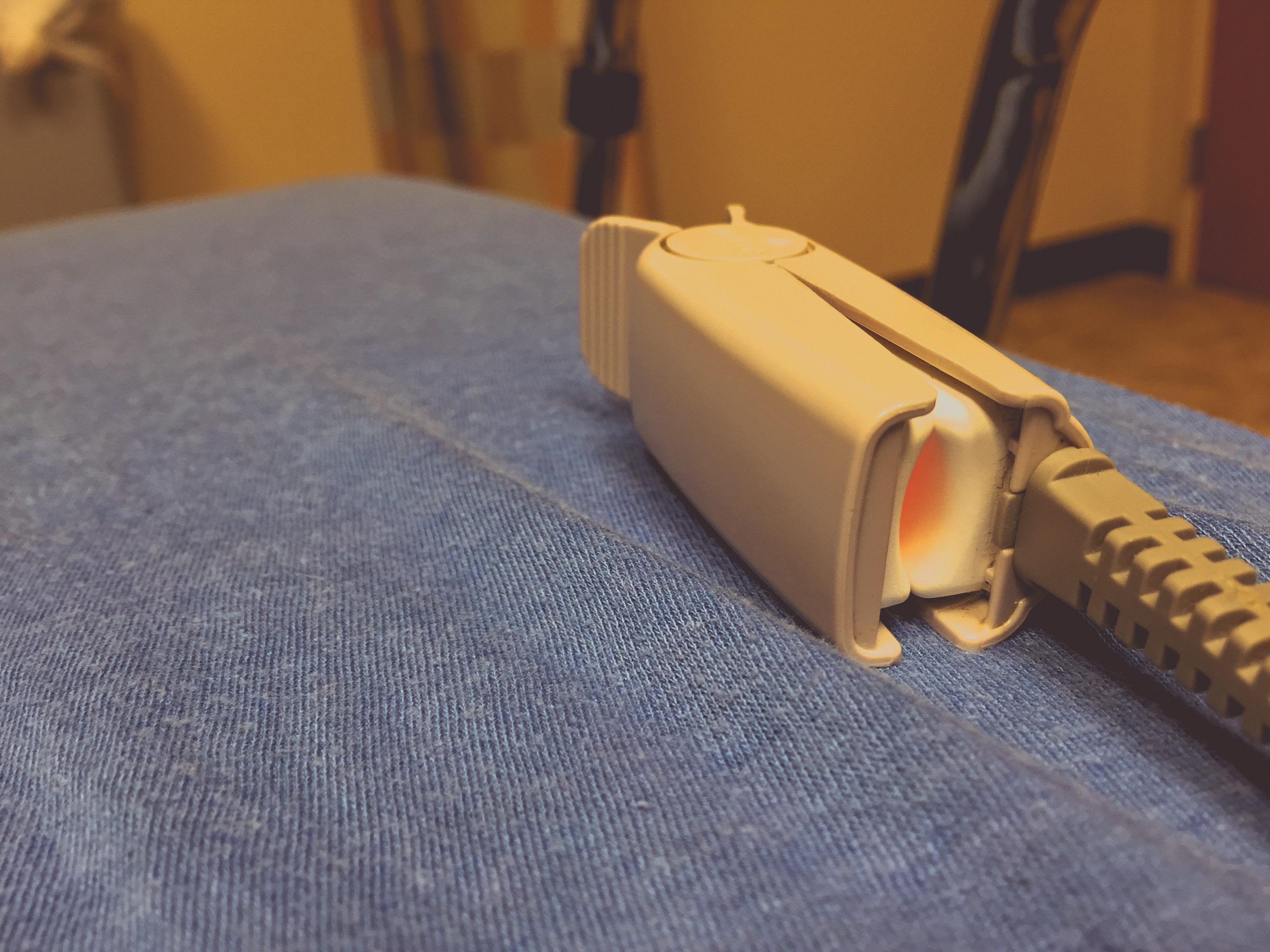
Met een pulse-oxymeter kan de hoeveelheid zuurstof in het bloed worden bepaald.

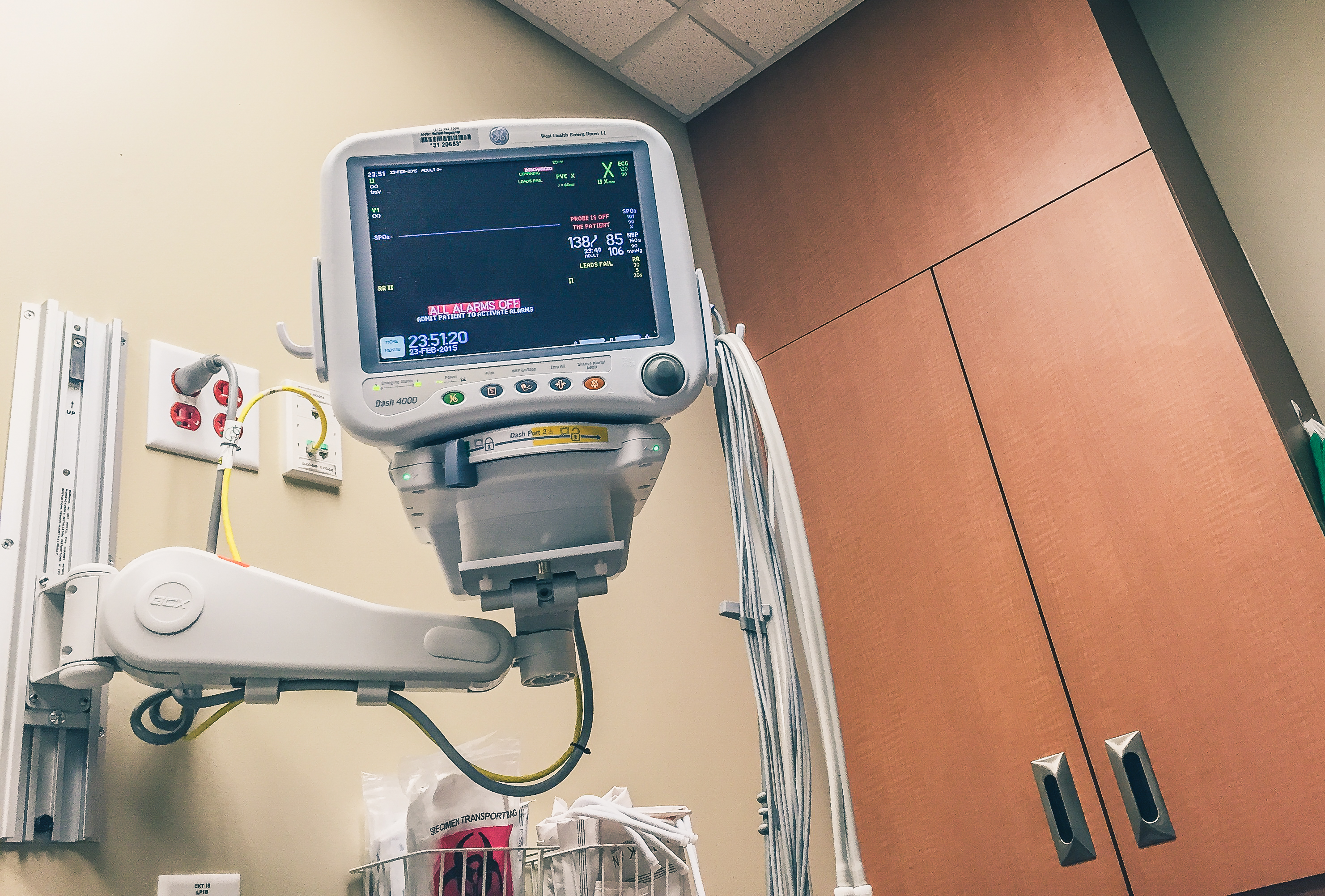
Een hartslagmonitor op een spoedgevallendienst.

In België zijn de minimumvereisten qua beschikbaar materiaal voor een spoedgevallendienst bij wet- en regelgeving bepaald. Zo moet een functie "gespecialiseerde spoedgevallenzorg" beschikken over de noodzakelijke apparatuur voor monitoring, aspiratie, beademing en reanimatie; een elektrocardiogramtoestel; voldoende draagbare zuurstofflessen en brancards; een voorraad rode bloedcellenconcentraat en plasmavervangmiddelen (eventueel via de bloedbank van het ziekenhuis) en voldoende medicatie voor spoedpatiënten. De medische apparatuur moet aangesloten zijn op de noodstroomvoorziening van het ziekenhuis. Ook moet de spoedgevallendienst een telefaxtoestel, radiocommunicatiemiddelen voor het ASTRID-netwerk en een eigen, onafhankelijke telefoonlijn voor communicatie met het Hulpcentrum 100/112 hebben.
De vereisten voor een functie "eerste opvang van spoedgevallen" zijn minder hoog: deze moet beschikken over voldoende medicatie en plasmavervangmiddelen; een vaste zuurstofbron; apparatuur voor aspiratie en een reanimatiekar voor toezicht op en behandeling van een patiënt in kritieke toestand. Tevens moet binnen het ziekenhuis een voorraad O-Rh-negatief rode bloedcellenconcentraat en een mobiel röntgenapparaat beschikbaar zijn. Ook moet de functie beschikken over een eigen, onafhankelijke telefoonlijn.

#### Infrastructuur
In België zijn de minimumvereisten qua infrastructuur voor een spoedgevallendienst eveneens bij wet- en regelgeving bepaald. Zo moet een functie "gespecialiseerde spoedgevallenzorg" onder andere beschikken over een aparte voetgangersingang; een overdekte, verwarmde ambulancehal; een onthaal en wachtzaal; personeelsruimtes; onderzoekslokalen voor de spoedpatiënten, waaronder minstens twee bedden voor de opvang van patiënten in kritieke toestand (deze zijn meestal gesitueerd in één of meerdere ruimtes die men de 'shockrooms' of 'reanimatiezalen' noemt); een isolatieruimte voor psychiatrische patiënten en minstens vier bedden voor een tijdelijke observatie van patiënten. Verder moet een spoedgevallendienst beschikken over een lokaal dat kan gebruikt worden voor de triage bij massale toestroom van slachtoffers bij een ramp (in veel spoedgevallendiensten is er een specifiek triagelokaal dat ook gebruikt wordt voor triage in de reguliere werking van de afdeling). Sommige spoedgevallendiensten beschikken bovenop de wettelijke vereisten ook nog over bijkomende faciliteiten. Zo hebben sommige spoedgevallendiensten bijvoorbeeld hun eigen radiologiezaal of CT-scanner; of ze beschikken over een hyperbare zuurstoftank. Al dan niet in het kader van het nucleair noodplan beschikken sommige ziekenhuizen ook over decontaminatievoorzieningen.
Een functie "eerste opvang van spoedgevallen" moet daarentegen slechts over één lokaal beschikken dat in de buurt van het ambulanceonthaal ligt.

#### Personeel

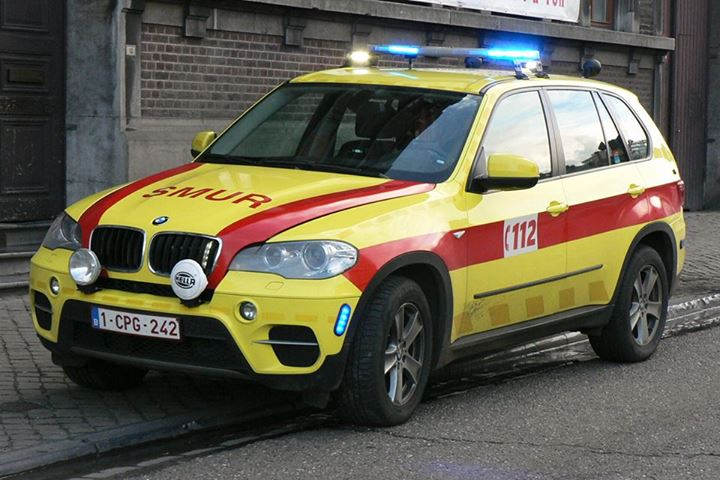
Onder bepaalde voorwaarden mag de arts die voor de spoedgevallendienst instaat ook voor de MUG instaan.

In België moet het diensthoofd van een functie "gespecialiseerde spoedgevallenzorg" een erkend arts-specialist in de urgentiegeneeskunde zijn. De hoofdverpleegkundige van de spoedgevallendienst moet de bijzondere beroepstitel in intensieve zorg en spoedgevallenzorg hebben of ten minste vijf jaar specifieke ervaring hebben. Op de spoedgevallendienst moeten 24 uur op 24 uur ten minste één arts met specifieke kwalificaties en ten minste twee verpleegkundigen, waarvan één met de bijzondere beroepstitel in intensieve zorg en spoedgevallenzorg of met ten minste vijf jaar specifieke ervaring, aanwezig zijn. De dienstdoende arts mag, op een specifieke uitzondering voor de MUG na, zijn permanentie niet zomaar combineren met die van andere ziekenhuisafdelingen (zoals die voor de afdeling intensieve zorg) en mag niet langer dan 24 uur aan een stuk de permanentie vervullen. Wel is het personeel van de MUG, wanneer deze niet op interventie is, meestal werkzaam op de spoedgevallendienst van het ziekenhuis waartoe ze behoort.
Voor de functie "eerste opvang van spoedgevallen" zijn de normen veel minder veeleisend. Het diensthoofd van de functie moet een erkend arts-specialist in de urgentiegeneeskunde zijn of een specifieke opleiding hebben genoten en is verantwoordelijk voor de opleiding van de rest van het personeel van de functie. De permanentie van de functie moet 24 uur op 24 uur door een arts en verpleegkundige worden waargenomen.

#### Werking
Het team van de functie "gespecialiseerde spoedgevallenzorg" moet, buiten zijn eigen spoedpersoneel, te allen tijde ook een beroep kunnen doen op een aantal arts-specialisten (onder andere een chirurg, een anesthesist, een kinderarts en een psychiater). Ook moet het te allen tijde een beroep kunnen doen op een aantal andere ziekenhuisdiensten, waaronder een afdeling intensieve zorg, een operatiekwartier, een klinisch laboratorium en een dienst medische beeldvorming (die over een mobiel röntgenapparaat en een CT-scanner moet beschikken). Het personeel van de functie is tevens wettelijk verantwoordelijk voor de opleiding van het overige ziekenhuispersoneel in de reanimatie.
De wet- en regelgeving bepaalt ook dat een spoedgevallendienst geen patiënten mag weigeren; noch patiënten die zichzelf hebben aangemeld, noch patiënten die per ambulance zijn binnengebracht.
In 2014 is de realtime spoedgevallenregistratie (UREG) van start gegaan; elke Belgische spoedgevallendienst moet hier verplicht aan deelnemen. Van elke patiënt die zich op een spoedgevallendienst aanmeldt moeten een aantal anonieme gegevens in realtime doorgegeven worden aan de FOD Volksgezondheid. Deze gegevens omvatten administratieve gegevens over het ziekenhuis zelf, administratieve gegevens over de patiënt en medische gegevens over de toestand en klinische interventies bij de patiënt. De implementatie van de spoedgevallenregistratie verliep in twee fases in 2015 en 2016. Het doel van deze spoedgevallenregistratie is om toezicht te houden op eventuele bedreigingen voor de volksgezondheid, spoedgevallendiensten te evalueren, wetenschappelijk onderzoek te verrichten en het overheidsbeleid te ondersteunen.

#### Wetgeving
De eerste officiële richtlijnen voor spoedgevallendiensten werden weergegeven in bijlage I van het koninklijk besluit van 28 november 1986 omtrent de normen voor een dienst medische beeldvorming met een CT-scanner. Het doel van deze richtlijnen was definiëren wat precies een spoedgevallendienst was om dit te kunnen koppelen aan de erkenning van een CT-scanner. Deze normen werden, in afwachting van definitieve normen, gebruikt als erkenningsnormen voor spoedgevallendiensten die in de werking van de Dringende Geneeskundige Hulpverlening (het 'systeem 112') wensten te worden opgenomen volgens het koninklijk besluit van 2 april 1965 omtrent de dringende geneeskundige hulpverlening.
Op 27 april 1998 traden de huidige richtlijnen voor spoedgevallendiensten in werking met vier nieuwe koninklijke besluiten. Het 'koninklijk besluit van 27 april 1998 waarbij sommige bepalingen van de wet op de ziekenhuizen, gecoördineerd op 7 augustus 1987, toepasselijk worden verklaard op de functie "gespecialiseerde spoedgevallenzorg"' bepaalt dat een spoedgevallendienst een ziekenhuisfunctie is volgens de ziekenhuiswet. Verder bepaalt dit koninklijk besluit de opdracht van een spoedgevallendienst als volgt:

De functie "gespecialiseerde spoedgevallenzorg" moet in staat zijn de vitale functies te vrijwaren, te stabiliseren en te herstellen en is belast met de opvang van elkeen die er zich aanmeldt of erheen wordt gevoerd en waarvan de gezondheidstoestand onmiddellijke verzorging vereist of kan vereisen.

Het definieert verder ook wat deze opvang precies omvat. Het tweede 'koninklijk besluit van 27 april 1998 houdende vaststelling van de normen waaraan een functie "gespecialiseerde spoedgevallenzorg" moet voldoen om erkend te worden' bepaalt verder de specifieke vereiste infrastructuur, materiaal, personeel, organisatie en werkingsnormen. Het derde 'koninklijk besluit van 27 april 1998 waarbij sommige bepalingen van de wet op de ziekenhuizen, gecoördineerd op 7 augustus 1987, toepasselijk worden verklaard op de functie "eerste opvang van spoedgevallen"' bepaalt dat deze functie eveneens een ziekenhuisfunctie is en definieert zijn opdracht als volgt:

De functie "eerste opvang van spoedgevallen" beoogt het onthaal en de behandeling van patiënten met een acute pathologie in ziekenhuizen die niet over een functie "gespecialiseerde spoedgevallenzorg" beschikken.

Het laatste 'koninklijk besluit van 27 april 1998 houdende vaststelling van de normen waaraan een functie "eerste opvang van spoedgevallen" moet voldoen om te worden erkend' bepaalt dat elk algemeen ziekenhuis dat niet over een functie "gespecialiseerde spoedgevallenzorg" beschikt over een functie "eerste opvang van spoedgevallen" moet beschikken en bepaalt de precieze normen waaraan deze functie moet voldoen.
Zowel de van toepassing zijnde koninklijke besluiten als de wet- en regelgeving rond de Dringende Geneeskundige Hulpverlening (het 'systeem 112') bepalen dat een spoedgevallendienst geen patiënten mag weigeren.

#### Toezicht
De Zorginspectie van de Vlaamse overheid is verantwoordelijk voor het toezicht op alle Vlaamse ziekenhuizen en hun diensten; waaronder de spoedgevallendiensten. De inspectieverslagen kunnen op de website van de Zorginspectie opgevraagd worden. De Federale Gezondheidsinspecteur houdt ook toezicht op de werking van de functies "gespecialiseerde spoedgevallenzorg" in het kader van de Dringende Geneeskundige Hulpverlening.

## Wachttijden en drukte
Patiënten op spoedeisende hulpafdelingen worden vaak geconfronteerd met wachttijden. Patiënten wachten dan in de wachtzaal of in een behandelkamer van de spoedeisende hulp tot zij aan de beurt zijn. Om te verzekeren dat patiënten met levensbedreigende problemen voorrang krijgen op al de rest, maken de meeste spoedeisende hulpafdelingen gebruik van een triagesysteem waarbij bij binnenkomende patiënten zo snel mogelijk de aard en dringendheid van hun klachten wordt vastgesteld. Patiënten worden dan behandeld in functie van de dringendheid van hun probleem (en dus niet in de volgorde dat ze zich hebben aangemeld op de spoedeisende hulp). Omgekeerd zorgt dit systeem ervoor dat patiënten met niet-dringende problemen het langst moeten wachten. Wachttijden ontstaan wanneer er meer patiënten op de spoedeisende hulp zijn dan medisch personeel of beschikbare bedden; ze zijn dus afhankelijk van de drukte. Er zijn veel factoren die de wachttijden of de drukte op een spoedeisende hulpafdeling kunnen beïnvloeden.

### Andere ziekenhuisdiensten
De arts van de spoedeisende hulp doet voor het stellen van een diagnose vaak beroep op andere diensten of afdelingen in het ziekenhuis. Zo kan bij patiënten een bloedonderzoek gebeuren, waarbij een afgenomen bloedstaal onderzocht wordt in het laboratorium van het ziekenhuis. Ook worden vaak beeldvormende onderzoeken, zoals een röntgenfoto of een CT-scan, voorgeschreven. Het uitvoeren van al deze onderzoeken kan enige tijd vergen, waardoor de patiënt en de arts moeten wachten met het stellen van de diagnose en dus de verdere behandeling. Ook kan het voorkomen dat de arts van de spoedeisende hulp een andere specialist om advies vraagt. Soms moet deze specialist van thuis worden opgeroepen, waardoor de patiënt eveneens moet wachten tot deze in het ziekenhuis is.

### Dringende interventies
Bij patiënten op de spoedeisende hulp in een levensbedreigende situatie (bijvoorbeeld bij een reanimatie) is vaak meer personeel nodig dan bij andere patiënten om hun situatie zo snel mogelijk te stabiliseren en alle nodige acute zorgen toe te dienen. In sommige ziekenhuizen vormt het personeel van de spoedeisende hulp ook het reanimatieteam verantwoordelijk voor reanimatie-interventies op andere plaatsen in het ziekenhuis. Als zij dan opgeroepen worden moeten zij tijdelijk de spoedeisende hulp verlaten. In België maken de artsen en verpleegkundigen van de MUG-diensten deel uit van het team van de spoedeisende hulp van hun ziekenhuis. Zij kunnen dus ook opgeroepen worden voor medische interventies buiten het ziekenhuis. In dergelijke situaties blijft er tijdelijk minder personeel over om de andere patiënten op de spoedeisende hulp te behandelen en kunnen de wachttijden oplopen.

### Piekmomenten
Soms zijn er piekmomenten waarbij het aantal patiënten op een spoedeisende hulpafdeling opeens enorm toeneemt. Zo worden spoedeisende hulpafdelingen bij vorst vaak opeens geconfronteerd met een groot aantal patiënten met botbreuken die uitgegleden zijn op de gladde grond. Ook is er op feestmomenten zoals op oudejaarsavond of met carnaval vaak een toevloed aan patiënten met bijvoorbeeld vuurwerkletsel of een alcoholvergiftiging. Bij een ramp of incident met een groot aantal slachtoffers bestaan er in de meeste landen in het kader van de rampenbestrijding vooraf gemaakte plannen of afspraken waarbij slachtoffers over meerdere ziekenhuizen gespreid worden. Zo wordt vermeden dat een ziekenhuis overrompeld zou worden door een toevloed aan patiënten die het niet aankan.

### Bredere fenomenen
Ook kunnen bredere seizoens- of maatschappelijke fenomenen een invloed hebben op de drukte op spoedeisende hulpafdelingen. Tijdens de winterperiode doen typische winteraandoeningen de ronde, wat zich kan vertalen in een groter aantal patiënten met bijvoorbeeld luchtweginfecties op de spoedeisende hulp. Een griepepidemie heeft vaak hetzelfde effect. Dergelijke seizoensaandoeningen kunnen ook de artsen en verpleegkundigen van de spoedeisende hulp zelf treffen, waardoor het ziekteverzuim bij het spoedpersoneel toeneemt en er dus minder personeel op de spoedeisende hulp overblijft om de patiënten te behandelen. Ook heeft de algemene vergrijzing in de meeste westerse landen een invloed op de drukte op spoedeisende hulpafdelingen, want bejaarden hebben vaak meerdere medische problemen waardoor ze sneller behoefte zullen hebben aan dringende medische zorg.

### Doorstroming van patiënten
Ten slotte speelt ook de doorstroming van patiënten naar andere plaatsen zowel binnen als buiten het ziekenhuis een rol. Tijdens de winterperiode liggen veel ziekenhuizen als gevolg van de typische winteraandoeningen vaak "vol", waardoor het moeilijk kan worden een bed te vinden voor een patiënt die van de spoedeisende hulp in het ziekenhuis moet worden opgenomen. Deze patiënten blijven dan op de spoedeisende hulp liggen tot er voor hun een plaats gevonden is, waardoor zij een plaats innemen waar al een andere (wachtende) patiënt zou kunnen worden geïnstalleerd. Ook patiënten die niet in het ziekenhuis moeten worden opgenomen kunnen de vlotte doorstroming bemoeilijken. Zo hebben sommige bejaarde patiënten geen nood aan een medische behandeling in het ziekenhuis, maar wel aan zorg en hulp omwille van hun leeftijd. Zij kunnen daarom meestal niet zelfstandig de spoedeisende hulp verlaten, en moet het ziekenhuis ofwel wachten op een familielid om hen te komen ophalen, ofwel het vervoer naar huis of naar een rusthuis regelen.
Om de druk op spoedeisende hulpafdelingen te verlichten en de doorstroming van patiënten te verbeteren hebben sommige ziekenhuizen sinds recent een speciale opnameafdeling voor ongeplande of acute zorg. Patiënten die (al dan niet tijdelijk) in het ziekenhuis moeten blijven, worden dan zo snel mogelijk van de spoedeisende hulp naar deze afdeling overgebracht, vanwaar ze eventueel op een andere ziekenhuisafdeling kunnen opgenomen worden. In België moet een spoedafdeling wettelijk verplicht beschikken over minstens vier bedden voor de tijdelijke observatie van patiënten.

## Samenwerking met huisartsen

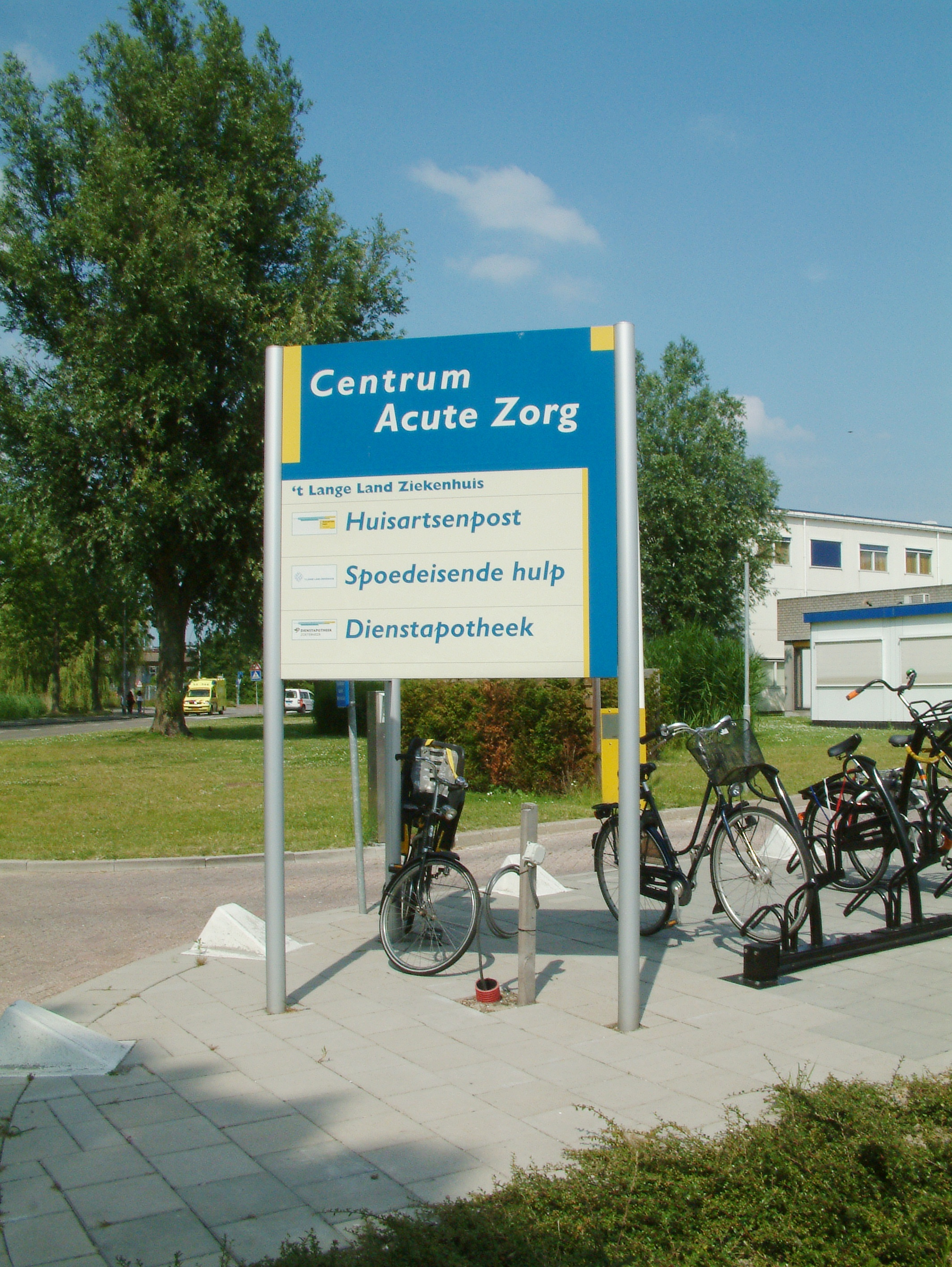
Het 'Centrum Acute Zorg' bij het LangeLand Ziekenhuis in Zoetermeer omvat de spoedeisende hulp van het ziekenhuis, een huisartsenpost en een dienstapotheek.

Zowel in Nederland als België bestaat er een trend om huisartsen(wacht)posten (waar een of meerdere huisartsen buiten kantooruren een wachtdienst houden) samen met de spoedeisende hulp onder hetzelfde dak te huisvesten bij het ziekenhuis. Ofwel hebben de huisartsenwachtpost en de spoedeisende hulp elk een gescheiden ingang, ofwel is er een ingang en onthaalbalie voor beiden. In de laatstgenoemde configuratie is er dan vaak een triageverpleegkundige aan het werk die de binnenkomende patiënten op basis van de aard en dringendheid van hun klachten doorstuurt naar ofwel de wachtzaal van de huisartsenwachtpost ofwel die van de spoedeisende hulp.
Deze samenwerking heeft een aantal voordelen voor zowel patiënt als arts:
- Patiënten komen niet (of minder) voor een dilemma te staan of ze nu best naar de huisarts van wacht of naar de spoedeisende hulp gaan.
- De spoedeisende hulp wordt ontlast van patiënten met lichte of niet-dringende problemen die evengoed door een huisarts gezien kunnen worden.
- Huisartsen kunnen op deze manier gemakkelijker beroep doen op de diagnostische diensten (zoals het laboratorium) van het ziekenhuis.
- Huisartsen bevinden zich in een veiligere omgeving dan in een private praktijk, en kunnen makkelijker om hulp vragen indien ze bijvoorbeeld met agressie geconfronteerd worden.
- Indien zich toch een patiënt met ernstige of levensbedreigende problemen zou aanbieden op de huisartsenwachtpost kan deze onmiddellijk overgebracht worden naar de spoedeisende hulp.

### Plaats in de zorgketen

#### Dringende Geneeskundige Hulpverlening
In België zijn spoedafdelingen de laatste schakel in de keten van de Dringende Geneeskundige Hulpverlening (DGH), naast de Hulpcentra 100/112 en de interventiediensten (ambulance, MUG en PIT). Wanneer iemand dringend medische hulp nodig heeft en het noodnummer 100 of 112 wordt gebeld, wordt de noodoproep beantwoord in een van de provinciale Hulpcentra 100/112. Daar neemt een operator de noodoproep aan en beslist welke middelen worden ingezet. Standaard wordt een ambulance uitgestuurd, die ter plaatse de eerste zorgen toedient en de patiënt indien nodig naar een ziekenhuis vervoert. Wanneer de patiënt mogelijk in levensgevaar is wordt ook aanvullend op de ambulance een Mobiele Urgentiegroep (MUG) uitgestuurd. Mobiele Urgentiegroepen zijn verbonden aan de spoedafdelingen van ziekenhuizen en fungeren als een verlengstuk die de gespecialiseerde zorg van de spoedafdeling tot bij de patiënt ter plaatse brengt. De arts en verpleegkundige van de MUG kunnen geavanceerde dringende zorgen toedienen, zoals het intuberen van patiënten of het toedienen van geneesmiddelen, die ambulanciers in België niet mogen toedienen. Een Paramedisch Interventieteam (PIT) is een ambulance waar een van de ambulanciers vervangen is door een spoedverpleegkundige. Een PIT is net als een MUG verbonden aan de spoedafdeling van een ziekenhuis. De verpleegkundige van een PIT kan aan de hand van protocollen en "staande orders" een hoger niveau van zorg bieden dan een gewone ambulance en wordt zo ingezet als een tussenniveau tussen een gewone ambulance en een ambulance met MUG-bijstand.

#### Dichtstbijzijnde spoedafdeling
Indien ter plaatse blijkt dat een patiënt na de eerste zorgen naar een ziekenhuis dient gebracht te worden voor verdere behandeling, brengt de ambulance de patiënt in regel naar het dichtstbijzijnde ziekenhuis met een spoedafdeling die in de werking van de Dringende Geneeskundige Hulpverlening is opgenomen. Enkel erkende functies "gespecialiseerde spoedgevallenzorg" kunnen in de Dringende Geneeskundige Hulpverlening ingeschakeld zijn. Deze regel van het dichtstbijzijnde ziekenhuis is een wettelijke verplichting waar slechts in specifieke gevallen kan afgeweken worden:
- Een MUG-arts mag beslissen dat een patiënt naar een (verder gelegen) meer geschikt ziekenhuis moet gebracht worden, bijvoorbeeld een brandwondencentrum bij een zwaar verbrande patiënt. Ziekenhuizen met een in de Dringende Geneeskundige Hulpverlening ingeschakelde spoedafdeling maken hiertoe binnen hun Provinciale Commissie voor Dringende Geneeskundige Hulpverlening (PCDGH) afspraken welke ziekenhuizen de nodige diagnostische of therapeutische diensten hebben voor bepaalde groepen patiënten. Er is een dergelijke commissie in elke provincie en in het arrondissement Brussel-Hoofdstad.
- Bij een ramp of incident met een groot aantal slachtoffers wordt het Medisch Interventieplan afgekondigd, waarbij de slachtoffers in functie van de ernst van hun letsels over verschillende ziekenhuizen verspreid worden.
- Kinderen worden naar het dichtstbijzijnde ziekenhuis gebracht dat zowel over een spoedafdeling als een kinderafdeling beschikt. Een MUG-arts mag evenwel beslissen hiervan af te wijken.
- Er kan ten slotte ook, onder bepaalde voorwaarden, van het dichtstbijzijnde ziekenhuis afgeweken worden als een patiënt voor een bepaalde aandoening al in een ander (verder gelegen) ziekenhuis behandeld wordt.

Het Hulpcentrum 100/112 verwittigt de spoedafdeling als er een patiënt heen wordt gevoerd, zodat deze zich kan voorbereiden op de komst van de patiënt. Spoedafdelingen zijn wettelijk verplicht alle patiënten die er zich aanmelden of die erheen worden gevoerd op te vangen en alle nodige zorgen toe te dienen. Ze mogen dus geen patiënten weigeren.

## Problemen en fenomenen

### Wachttijden
Zoals eerder al vermeld zijn er vaak wachttijden op spoedeisende hulpafdelingen, maar soms kunnen deze door uitzonderlijke drukte of andere omstandigheden extreme vormen aannemen. Zo werd de spoedafdeling van het UZ Leuven in januari 2017 geconfronteerd met wachttijden die tot negen uur opliepen. Het diensthoofd van de spoedafdeling meldde dat de drukte er tot onveilige situaties voor patiënten leidde, waarbij deze te snel naar huis werden gestuurd. De wachttijden waren te wijten aan een piek van patiënten met luchtweginfecties en beenbreuken ten gevolge van het koude weer en aan een slechte doorstroming naar de opnameafdelingen die ook "vol" lagen. Ook elders in Vlaanderen kampten spoedafdelingen met lange wachttijden. Als mogelijke oplossing pleitte Jan Stroobants, voorzitter van de Belgische spoedartsenvereniging BeCEP, voor een systeem waarbij het aantal ziekenhuisbedden in de zomer wordt afgebouwd en in de winter wordt opgevoerd, om de verhoogde druk tijdens de winterperiode op te vangen.
Te lange wachttijden kunnen echter ook een chronisch probleem zijn. Uit een onderzoek uit 2015 door M.C. van der Linden bleek dat ongeveer twee derden van alle spoedeisende hulpafdelingen in Nederland meerdere keren per week met overmatige drukte te maken kreeg, en dat meestal tussen 12 en 20 uur. Bij dergelijke situaties zijn er niet voldoende bedden en medisch personeel voor de patiënten op de spoedeisende hulp, wat onveilige situaties kan opleveren. Als vaakst voorkomende oorzaak werd wachten op specialisten of diagnostische onderzoeken en een tekort aan opnamecapaciteit op de ziekenhuisafdelingen aangemerkt. Ook stipte het onderzoek aan dat een groot aantal patiënten die op eigen initiatief naar de spoedeisende hulp kwamen ("zelfverwijzers") eigenlijk evengoed door een huisarts hadden kunnen geholpen worden.

### Achterlaten van ouderen
Aan het begin van vakantieperiodes zien spoedeisende hulpafdelingen vaak een stijging in het aantal ouderen dat door hun familie naar daar gebracht en vervolgens achtergelaten wordt. Dit gebeurt omdat de familie bijvoorbeeld op reis wil en zelf niet voor opvang voor de oudere kan of wil zorgen. Dit fenomeen wordt soms ziekenhuistoerisme genoemd en staat in het Engels ook bekend als granny dumping. Het achterlaten van ouderen op spoedeisende hulpafdelingen kan echter ook andere oorzaken hebben, zoals wanneer de familie zo lang mogelijk zelf wil blijven instaan voor de zorg aan de oudere (al dan niet uit financiële overwegingen en al dan niet met de hulp van thuiszorgdiensten) maar deze op een bepaald ogenblik niet meer aankan. De overbelasting van thuiszorgdiensten kan bijdragen aan dit fenomeen. Het UZ Brussel wist in juli 2018 te melden dat het zo maandelijks minstens vijf ouderen opnam die eigenlijk geen ziekenhuiszorg nodig hadden.

### Kindermishandeling
Spoedafdelingen hebben een belangrijke detectiefunctie in het opsporen van gevallen van kindermishandeling. Kinderen die het slachtoffer zijn van mishandeling, komen als gevolg daarvan vaak met letsels, infecties of gedragsproblemen op een spoedafdeling terecht. Het is dan van groot belang voor de bescherming van de veiligheid en het welzijn van het kind dat het personeel van de spoedafdeling de mishandeling opmerkt en signaleert bij de juiste instanties. Het vaststellen van kindermishandeling is echter niet zo vanzelfsprekend; meestal levert geen enkel symptoom onomstotelijk bewijs voor kindermishandeling. Een verdachte blauwe plek bijvoorbeeld kan evengoed een accidentele oorzaak hebben. Vooral het experimenteergedrag van jonge kinderen kan soms aanleiding geven tot ongelukkige ongevallen. De ouders van kinderen die slachtoffer zijn van mishandeling vertellen ook vaak nooit het volledige ofwel een misleidend verhaal over de oorzaak van de letsels. De kinderen zelf houden zich vaak stil uit loyaliteit of angst voor hun ouders.
Het is daarom niet altijd eenvoudig voor het personeel van een spoedafdeling om het onderscheid tussen ongevallen en mishandeling te maken. Om het personeel daarbij te helpen, worden er op spoedafdelingen in Nederland screeningsprotocollen gebruikt om gevallen van kindermishandeling te detecteren. Dit is in 2009 verplicht gesteld door de Inspectie voor de Gezondheidszorg (IGZ), nadat deze constateerde dat gevallen van kindermishandeling te weinig werden herkend op spoedafdelingen. Zo is er een richtlijn voor het signaleren van kindermishandeling specifiek ontwikkeld voor de spoedeisende medische hulpverlening door de Nederlandse Vereniging voor Kindergeneeskunde. Bij het toepassen van een dergelijk protocol wordt een checklist overlopen door een arts of verpleegkundige, waarbij onder andere gekeken wordt naar de letsels, oude verwondingen en littekens, maar ook bijvoorbeeld naar de interactie tussen het kind en zijn ouders. Wanneer er dan een vermoeden van kindermishandeling rijst, wordt er een kinderarts bijgeroepen of wordt er een melding gemaakt. Het gebruik van dergelijke screeningsprotocollen is echter niet volledig onomstreden. Zo zouden ze vaak aanleiding geven tot valse verdenkingen, terwijl echte gevallen soms toch worden gemist. Toch houdt de IGZ vast aan de checklists omdat er geen beter alternatief zou zijn en het probleem van kindermishandeling te ernstig is.

### Alcohol en drugs
Spoedeisende hulpafdelingen moeten vaak patiënten met een alcohol- of drugsintoxicatie verzorgen. Vooral minderjarigen springen daarbij in het oog. Zo zijn in 2014 in België in totaal 2.433 jongeren tussen 12 en 17 jaar op spoedeisende hulpafdelingen opgenomen met een alcoholvergiftiging (gemiddeld 47 per week). Dat aantal is op vijftien jaar tijd met de helft gestegen, wat een alarmerende trend bevestigd. In 2014 was het aandeel meisjes hierin tevens voor het eerst even groot als dat van jongens. Alcoholvergiftigingen bij minderjarigen kunnen leiden tot blijvende hersenschade met intellectueel verlies tot gevolg. Ook volwassenen komen echter met alcohol- of drugsproblemen op de spoedeisende hulp terecht. Zo luidde het OLVG in Amsterdam in april 2016 de noodklok over het aantal alcoholgebruikers op hun spoedeisende hulp. Het ziekenhuis meldde dat twee derden van alle patiënten op een vrijdag- of zaterdagavond, wanneer veel mensen uitgaan, op de spoedeisende hulp terechtkomen omwille van alcohol. Ook zouden deze patiënten veelal agressief zijn en overlast veroorzaken voor de andere patiënten en het personeel.
In sommige Nederlandse ziekenhuizen zijn zogenaamde "alcoholpoli's" ingericht waar jongeren na een opname op de spoedeisende hulp omwille van een alcoholvergiftiging of letsel door alcohol verder worden opgevolgd. Het doel van deze poliklinieken is deze jongeren psychologisch te begeleiden en te sensibiliseren rond verantwoord alcoholgebruik opdat het schadelijk alcoholgebruik door hen zou stoppen. Het aantal jongeren dat hervalt in schadelijk alcoholgebruik is sinds de invoering van dergelijke alcoholpoli's gevoelig gedaald tot ongeveer 3%. Belgische kinderartsen pleitten ervoor ook dergelijke alcoholpoli's in België op te richten en de wettelijke leeftijdsgrens voor alcohol op te trekken van 16 naar 18 jaar om het aantal jongeren met een alcoholvergiftiging terug te dringen.

### Agressie
Spoedeisende hulpafdelingen worden vaak geconfronteerd met agressie en geweld van patiënten met psychiatrische problemen, van patiënten met een alcohol- of drugsintoxicatie of van patiënten of hun familieleden die gefrustreerd raken door de wachttijden of die op een andere manier niet tevreden zijn met de zorg die ze krijgen. Uit een onderzoek uit 2014 van het Ziekenhuisnetwerk Antwerpen bij een 500-tal personeelsleden uit het Stuivenbergziekenhuis bleek dat 49% van hen in het voorgaande jaar met agressie af te rekenen kreeg. Een 80-tal kreeg zelfs te maken met fysieke agressie. De plaats bij uitstek waar deze agressie plaatsvond was de spoedafdeling. Daarnaast gaven drie op de vier medewerkers van spoedafdelingen aan minstens een keer per maand verbaal te worden geïntimideerd in een onderzoek van de Universiteit Leiden. Aan dat onderzoek uit 2017 namen ongeveer 900 medewerkers van 19 spoedafdelingen deel. Bijna een op vijf medewerkers uit het onderzoek gaf aan maandelijks te maken te krijgen met fysieke agressie.
Omwille van de regelmatige confrontatie met agressie beschikken sommige spoedafdelingen over veiligheidsvoorzieningen als kogelvrij glas aan de inkombalie, alarmknoppen of bewakingsagenten.

### Welzijn personeel
De stress die vaak komt kijken bij levensbedreigende situaties en de regelmatige confrontatie met agressie, schokkende gebeurtenissen, overlijdens, sociale ellende en wat men soms de "onderkant van de maatschappij" noemt, heeft ook een weerslag op het welzijn van de artsen, verpleegkundigen en ander personeel dat werkzaam is op de spoedeisende hulp. Ook de vaak hoge werkdrukte op spoedeisende hulpafdelingen mist zijn effect niet. Het personeel van spoedeisende hulpafdelingen krijgt bijvoorbeeld vaker dan gemiddeld last van een burn-out.
Uit het hierboven al aangehaalde onderzoek van de Universiteit Leiden bleek zelfs dat vier op de tien personeelsleden van Nederlandse spoedafdelingen zichzelf als "emotioneel uitgeput" omschreven. Bijna de helft van de personeelsleden had de neiging om op een cynische manier naar patiënten te kijken, wat bekend staat als depersonalisatie in de vaktaal. Ook kwamen slaapklachten en symptomen van posttraumatische stress vaak voor. Deze cijfers lagen niet alleen hoger dan bij de algehele Nederlandse beroepsbevolking, maar lagen ook hoger dan bij Belgische spoedverpleegkundigen. Agressie en de hoge werkdruk bleken de grootste stressfactoren. Wel gaf slechts 5% aan zich niet opgewassen te voelen tegen zijn werk, in vergelijking met 25% bij de algehele beroepsbevolking, wat hielp om de kans op een burn-out te beperken. Personeelsleden kregen voornamelijk al begeleiding na ingrijpende gebeurtenissen zoals een reanimatie, maar de onderzoekers vermoedden echter dat de belangrijkste stress ontstond bij het verlenen van hulp aan een patiënt die het personeelslid deed denken aan een dierbare.

## Statistieken

### Nederland

#### SEH-aanbod
Uit analyses van het Rijksinstituut voor Volksgezondheid en Milieu (RIVM) bleek dat Nederland in totaal over 95 spoedeisende hulpafdelingen beschikte in 2014. Daarvan waren 91 spoedeisende hulpafdelingen permanent geopend (24 uur op 24 en 7 dagen per week). Daarnaast waren er nog vier spoedeisende hulpafdelingen die enkel tijdens bepaalde uren geopend zijn (één enkel overdag en drie overdag en 's avonds). 9 SEH's werden verder als 'gevoelig' aangemerkt. Een als 'gevoelig' aangemerkte SEH is een SEH waarvan een sluiting ervoor zou zorgen dat het aantal mensen zou toenemen dat niet meer binnen de 45-minutennorm per ambulance een SEH kan bereiken. Ziekenhuizen mogen deze SEH's niet zomaar sluiten. Ten opzichte van de laatste inventarisatie in 2013 waren er drie permanent geopende SEH's minder en één 'gevoelige' SEH meer. Ten opzichte van de allereerste inventarisatie in 2003 waren er 16 permanent geopende SEH's minder (in 2003 waren er 107). Daarmee is er de afgelopen jaren een algemene afname in het aantal SEH's merkbaar.
Van de 91 permanent (24/7) geopende SEH's hadden er 16 permanent beschikking over een SEH-arts, 52 SEH's enkel gedurende een deel van de dag en week terwijl 23 SEH's helemaal geen SEH-arts in dienst hadden. 87 van de 91 permanent geopende SEH's voldeden aan de basiskwaliteitsvereisten voor een SEH. Voor de vier SEH's die niet voldeden aan de basiskwaliteitsvereisten was dit omwille van onvoldoende opleiding van de SEH-verpleegkundigen omtrent ernstig zieke kinderen. De afdeling kindergeneeskunde van deze ziekenhuislocaties voldeed echter wel aan deze norm. 71 SEH's hadden verder ook een huisartsenpost (HAP) op hun ziekenhuislocatie. Op 31 van deze ziekenhuislocaties werkten de HAP en de SEH geïntegreerd samen. 29 van deze 31 SEH-HAP-combinaties hadden een permanent geopende SEH.
Begin 2016 werden de cijfers geactualiseerd; door de concentratie van enkele SEH's bleven er begin 2016 89 permanent (24/7) geopende SEH's over. Ook steeg het aantal SEH's dat als 'gevoelig' werd aangemerkt tot 12.

#### SEH-bereikbaarheid
Uit de analyse van 2014 bleek dat 99,8% van de Nederlandse bevolking binnen 45 minuten naar een SEH kon worden gevoerd per ambulance. Onder deze norm van 45 minuten worden een vaste 3 minuten voor de melding, de tijd waarin de ambulance met spoed naar de patiënt rijdt, een vaste 5 minuten om de patiënt in de ambulance te laden en de tijd waarin de ambulance met spoed de patiënt naar de SEH overbrengt verstaan. Ongeveer 24 300 inwoners lagen buiten deze 45-minutenzone. De meesten hiervan woonden op de Waddeneilanden maar er vielen ook twee gebieden in respectievelijk De Marne en Baarle-Nassau buiten deze 45-minutenzone. De 45-minutennorm is opgenomen in de beleidsregels van de Wet toelating zorginstellingen (Wtzi).
Begin 2016 werd een nieuw model in gebruik genomen door het RIVM om de rijtijden van ambulances te berekenen. Door dit nieuwe model werd de berekende rijtijd voor ambulances voor de meeste gebieden in Nederland één tot twee minuten langer. Als gevolg hiervan steeg het aantal mensen dat buiten de 45-minutenzone viel van ongeveer 24 300 tot 33 300. Het betrof inwoners van de Waddeneilanden en de gemeenten De Marne, Baarle-Nassau, Korendijk, Sluis en Steenwijkerland.
Bij deze bereikbaarheidsanalyses wordt geen rekening gehouden met de eventuele inschakeling van buitenlandse hulpdiensten in de grensgebieden met België en Duitsland. Ook gaat het hierbij enkel om theoretische bereikbaarheid; door de praktische omstandigheden kan de reële bereikbaarheid afwijken.
Anno 2016 kon tevens 99,5% van de Nederlandse bevolking met eigen vervoer (personenauto) een SEH bereiken binnen 30 minuten. Ongeveer 78 000 inwoners woonden meer dan 30 minuten rijden verwijderd van een SEH; het gaat hier dan vooral om inwoners uit de Waddeneilanden, Zeeuws-Vlaanderen, Schouwen-Duiveland, Noordoostpolder en sommige delen van Friesland en Noord-Groningen. In 2005 bedroeg dit aantal slechts ongeveer 45 000 inwoners; ten opzichte van 2005 is het aantal mensen dat op meer dan 30 minuten rijden van een SEH woont dus bijna verdubbeld. Dit aantal nam daarmee omgekeerd evenredig toe met de afname van het aantal SEH's.

#### SEH-bezoeken
Uit het Letsel Informatie Systeem (LIS) berekende de Stichting Consument en Veiligheid (nu de Stichting VeiligheidNL) dat SEH's in de periode 2004-2008 gemiddeld 1,9 miljoen bezoekers per jaar kregen, wat overeenkwam met 116 bezoeken per 1 000 inwoners per jaar. Het LIS is een databank die sinds 1997 bestaat met gegevens over de patiënten die door de deelnemende SEH's behandeld zijn. Aan het LIS werken een steekproef van Nederlandse SEH's mee. Sommige andere onderzoeken lieten echter veel lagere bezoekersaantallen zien. In IJmuiden werd in 2002 en 2003 het aantal bezoeken gemeten voor vier maanden gemeten op drie SEH’s, waarbij een gemiddelde van 39 SEH-bezoeken per 1 000 inwoners per jaar naar voren kwam.
In december 2012 werd met behulp van een nationale enquête gemeten hoeveel bezoeken plaatsvonden aan SEH's die permanent (24/7) geopend zijn. 89 SEH's van de 93 gecontacteerde verstrekten gegevens, waarmee er een respons was van 96%. Op deze 89 SEH's waren er in 2012 1 989 746 patiënten behandeld, waarbij het aantal patiënten per ziekenhuislocatie gemiddeld 22 357 was en varieerde van 6 000 tot 50 000. Na correctie voor de SEH's waarvoor geen gegevens waren kwam men tot een schatting voor heel Nederland van ongeveer 2 079 000 SEH-bezoeken, wat overeenkomt met ongeveer 124 SEH-bezoeken per 1 000 inwoners. Die schatting lag in de buurt van de schatting berekend op basis van de LIS-registratie voor 2012, dewelke 2 049 000 SEH-bezoeken bedroeg.
Uit gegevens van het LIS schatte de organisatie VeiligheidNL dat er voor het jaar 2013 daarop ongeveer 1,8 miljoen bezoeken aan SEH's van ziekenhuizen plaatsvonden, wat overeenkomt met ongeveer 110 bezoeken per 1 000 inwoners. Het aantal bezoeken per uur was overdag het hoogst; ongeveer 67% van de SEH-bezoeken gebeurden tussen 06:00 en 17:59 uur. Verder waren er geen grote verschillen tussen het aantal bezoeken op weekdagen en die tijdens het weekend. Deze schattingen waren gebaseerd op de gegevens van veertien SEH's van twaalf ziekenhuizen. Elk van deze deelnemende SEH's registreerde acute lichamelijke letsels en dertien registreerden ook acute ziekten en aandoeningen. Deze schattingen waren echter mogelijk niet representatief omdat deze bestonden uit drie UMC's en negen kleinere ziekenhuizen (topklinische en middelgrote ziekenhuizen ontbraken dus). Ook kon de ligging of de sociaaleconomische status van de patiënten een vertekend beeld hebben gegeven. Omdat niet alle acute problemen op de SEH worden opgevangen (bijvoorbeeld acute psychische problemen) gaven ze mogelijk ook geen volledig beeld van alle acute gezondheidsproblemen die in algemene en psychiatrische ziekenhuizen werden opgevangen.
Vanaf 2014 nam wel een topklinisch ziekenhuis deel aan het LIS.

#### SEH-patiënten
Uit de nationale enquête van 2012 bleek dat gemiddeld 32% van alle patiënten gehospitaliseerd werd, terwijl 68% ambulant werd behandeld. Gemiddeld was 30% van de behandelde patiënten een zelfverwijzer.
Uit de LIS-analyse van VeiligheidNL van 2013 bleek dat het aantal bezoeken per 1 000 inwoners het hoogst was voor personen van 65 jaar of ouder. Absoluut gezien bezochten mensen uit de leeftijdscategorie 18-44 jaar (met 500 000 bezoeken) en 45-64 jaar (met 430 000 bezoeken) de SEH het vaakst; samen was dit meer dan de helft (52%) van alle bezoeken. Ongeveer 37% van de bezoeken (± 660 000 bezoeken) was het gevolg van een letsel of een vergiftiging en ongeveer 55% (± 980 000 bezoeken) was het gevolg van een ziekte of aandoening. Ongeveer 4% (± 70 000 bezoeken) was omwille van een controle. Voor de bezoeken omwille van een letsel bleek dat letsels van de bovenste ledematen (schouder, arm en hand) het vaakst reden waren voor SEH-bezoek.

### België
Anno juli 2018 waren er in totaal 126 spoedafdelingen (functies "gespecialiseerde spoedgevallenzorg") in België, waarvan 67 in Vlaanderen, 15 in Brussel-Hoofdstad en 44 in Wallonië (waarvan 2 in de Duitstalige gebieden). Naast de functies "gespecialiseerde spoedgevallenzorg" waren er zeven functies "eerste opvang van spoedgevallen", waarvan 3 in Vlaanderen, 2 in Brussel-Hoofdstad en 2 in Wallonië.
Het Vlaams Agentschap Zorg en Gezondheid publiceerde in 2011 statistieken met betrekking tot bezoeken aan spoedgevallendiensten in Vlaanderen uit de Minimale Ziekenhuisgegevens (MZG) die elk ziekenhuis moet bijhouden in opdracht van de FOD Volksgezondheid. Daaruit bleek dat voor 2011:
- Er in totaal 1 449 731 bezoeken waren aan de spoedgevallendiensten van alle Vlaamse ziekenhuizen, waarvan enerzijds 892 209 ambulante bezoeken en anderzijds 557 522 bezoeken die tot een hospitalisatie leidden. Daarmee resulteerden 38,5% van de aanmeldingen op spoedgevallendiensten in een hospitalisatie terwijl het merendeel (61,5%) ambulant werd behandeld.
- Het grootste deel van deze patiënten zichzelf had aangemeld op de spoedgevallendienst (81,2%), terwijl 15,2% van de patiënten per ambulance werd binnengebracht (privaat ambulancevervoer of via 100/112) zonder MUG-bijstand en 3,6% van de patiënten per ambulance werd binnengebracht met MUG-bijstand.[45]

In 2007 vonden er 1 292 440 bezoeken plaats aan Vlaamse spoedgevallendiensten. Het aantal bezoeken was daarmee ten opzichte van 2007 toegenomen. In 2014 is tevens de spoedgevallenregistratie (UREG) van start gegaan; elke Belgische spoedgevallendienst moet hierbij verplicht een aantal anonieme gegevens over elke patiënt in realtime doorgeven aan de FOD Volksgezondheid. Deze gegevens omvatten administratieve gegevens over het ziekenhuis en de patiënt en medische gegevens over de toestand en klinische interventies bij de patiënt. Verwacht wordt dat tegen 2017 de eerste statistieken uit deze registratie beschikbaar zullen zijn.
Uit gegevens van het Rijksinstituut voor Ziekte- en Invaliditeitsverzekering (RIZIV) voor 2015 bleek verder dat:
- Er in 2015 ongeveer 4,627 miljoen patiëntencontacten waren in alle Belgische spoedgevallendiensten. Daarmee steeg het aantal patiëntencontacten met 178 743 (bijna 4%) ten opzichte van 2013, en met 1,31 miljoen (ongeveer 40%) ten opzichte van 2010.
- Het grootste deel (ongeveer 2,66 miljoen contacten) vond overdag plaats door een spoedarts. Ook meldden ongeveer 1,16 miljoen oftewel 24,97% van alle patiënten zich 's nachts (tussen 21:00 en 08:00 uur), tijdens het weekend of op feestdagen aan.
- Meer dan 7 op de 10 patiënten niet waren doorverwezen door een arts, maar op eigen initiatief naar de spoedgevallendienst kwamen.
- Het aantal contacten waarbij een specialist (596 122 contacten) of psychiatrisch hulpverlener (77 773) werd geraadpleegd steeg.

De sterke stijgingen deden vragen rezen over overconsumptie van spoedgevallenzorg.

## Trivia
- Zowel in Nederland, België als internationaal spreekt het levensreddende en uiteenlopende werk op de spoedeisende hulp tot de verbeelding. Er zijn dan ook al een aantal televisieseries gemaakt over het werk op deze afdeling, bijvoorbeeld de Nederlandse series Ingang Oost, Trauma 24/7, Trauma NL en Trauma Centrum; de Belgische series Spoed en Spoed 24/7; de Britse serie Casualty en de Amerikaanse serie ER.